# Deutschland beim Eurovision Song Contest
Teilnehmende Rundfunkanstalt

(Mitglied der )
Erste Teilnahme
1956
Anzahl der Teilnahmen
68 (Stand 2025)
Höchste Platzierung
1 (1982, 2010)
Höchste Punktzahl
340 (2018)
Niedrigste Punktzahl
0 (1964, 1965, 2015)
Punkteschnitt (seit erstem Beitrag)
54,73 (Stand: 2021)
Punkteschnitt pro abstimmendem Land im 12-Punkte-System
2,31 (Stand: 2021)
Dieser Artikel befasst sich mit der Geschichte Deutschlands als Teilnehmer am Eurovision Song Contest.
Mit 68 Teilnahmen ist die Bundesrepublik Deutschland das Land mit den meisten Teilnahmen am Wettbewerb. Nur einmal (1996) schied es in der Qualifikationsrunde aus. Mit zwei Siegen (1982 und 2010), vier zweiten Plätzen (1980, 1981, 1985, 1987) und fünf dritten Plätzen (1970, 1971, 1972, 1994, 1999) gehört die Bundesrepublik Deutschland zu den durchschnittlich erfolgreichen Ländern im Wettbewerb. Mit neun letzten Plätzen (1964, 1965, 1974, 1995, 2005, 2015, 2016, 2022, 2023) ist sie hinter Finnland und Norwegen (je elfmal) das Land, das am dritthäufigsten ganz hinten landete.

## Regelmäßigkeit der Teilnahme und Erfolge im Wettbewerb

Deutsche Erfolge beim Eurovision Song Contest
Die weiße Linie zeigt die Teilnehmerzahl und somit die schlechteste erreichbare Platzierung im Finale (Stand: 2024)

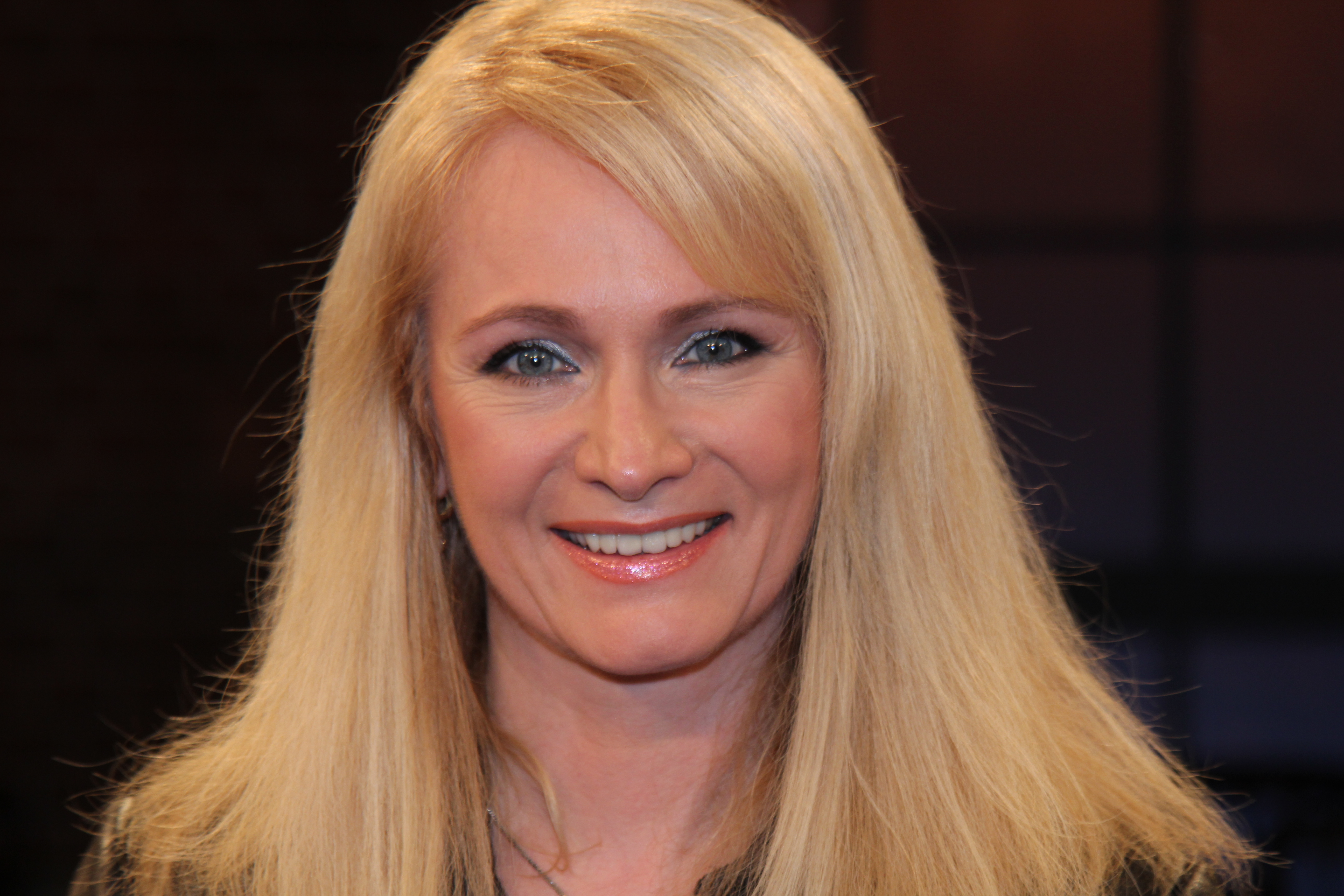
Nicole holte 1982 den ersten deutschen Sieg im Wettbewerb

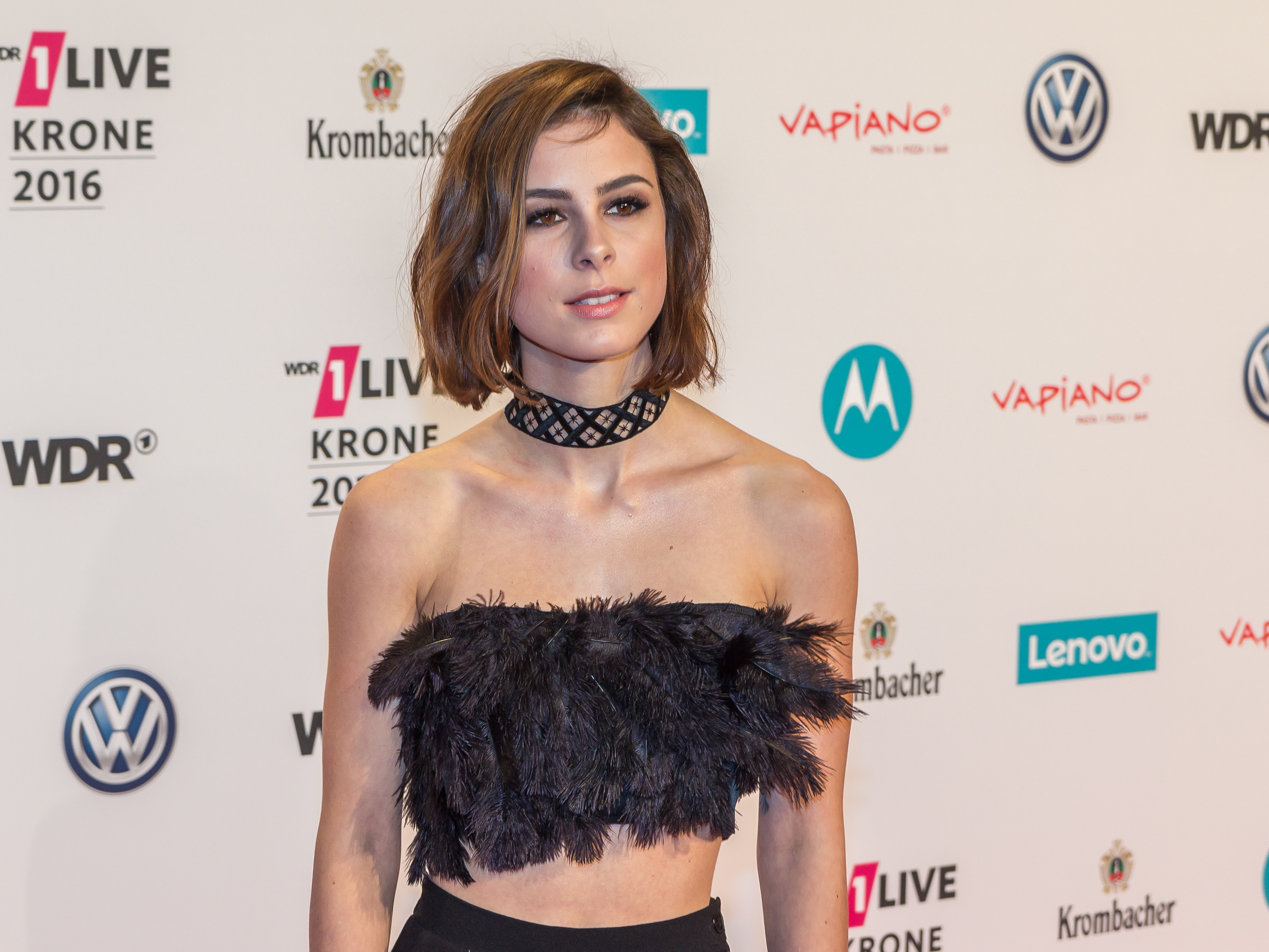
Lena holte 2010 den zweiten deutschen Sieg im Wettbewerb

Die Bundesrepublik Deutschland nahm bereits 1956 am ersten Eurovision Song Contest teil. Abgesehen vom Schweizer Sieg wurden in diesem Jahr die restlichen Platzierungen nicht bekanntgegeben. 1957 belegte Margot Hielscher Platz vier von zehn. 1958, als Hielscher erneut antrat, landete sie auf Platz sieben. 1959 holten Alice und Ellen Kessler mit Platz acht von elf eine ähnliche Platzierung.
1960 gelang es Wyn Hoop, Platz vier von 13 zu erreichen. 1961 belegte Lale Andersen Platz 13 von 16 Plätzen. 1962 und 1963 landete die Bundesrepublik Deutschland mit Platz sechs und neun jeweils unter den besten zehn. 1964 und 1965 erreichte das Land dann seine bis dahin schlechtesten Ergebnisse. In beiden Jahren landete es mit null Punkten auf dem letzten Platz. Allerdings waren die beiden letzten Plätze geteilt mit jeweils drei weiteren Ländern.
Von 1966 bis 1973 erreichten die deutschen Teilnehmer jedes Jahr einen Platz unter den besten zehn. Mit Katja Ebstein 1970 und 1971 und Mary Roos 1972 holte die Bundesrepublik dreimal in Folge Platz drei. Cindy & Bert landeten 1974 mit drei weiteren Ländern auf dem letzten Platz. Auch 1975 und 1976 landete man im unteren Teil der Tabelle mit Platz 17 von 19 und Platz 15 von 18.
Von 1977 bis 1987, mit Ausnahme von 1984, erreichte die Bundesrepublik Deutschland jedes Jahr einen Platz unter den besten zehn im Wettbewerb. 1977 belegte Silver Convention Platz acht und 1978 Ireen Sheer Platz sechs. 1979 erreichte Dschinghis Khan Platz vier. 1980, als Katja Ebstein bereits zum dritten Mal auftrat, belegte sie mit Platz zwei einen noch besseren Platz als bei ihren vorherigen Teilnahmen 1970 und 1971. Auch Lena Valaitis erreichte 1981 Platz zwei.
1982 siegte die Bundesrepublik Deutschland zum ersten Mal. Nicole gewann mit ihrem Lied Ein bißchen Frieden den Wettbewerb und erzielte mit 161 Punkten die bis dahin höchste Punktzahl einer deutschen Teilnehmerin. 1983, als der Wettbewerb dann in der Bundesrepublik Deutschland stattfand, holte das Duo Hoffmann & Hoffmann mit Platz fünf ebenfalls eine gute Platzierung. Erst 1984 erreichte Mary Roos, die bereits 1972 im Wettbewerb vertreten war und Platz drei belegt hatte, mit Platz 13 von 19 eine eher durchschnittliche Platzierung. Ein Jahr später konnte die Band Wind mit Platz zwei wieder eine sehr gute Platzierung erreichen. Auch 1986 holte Ingrid Peters mit Platz acht eine weitere Platzierung unter den besten zehn. 1987 erreichte die Band Wind erneut Platz zwei, womit bereits zum vierten Mal ein zweiter Platz im Wettbewerb zu verzeichnen war.
1988 und 1989 erreichte die Bundesrepublik Deutschland mit Platz 14 ihre schlechteste Platzierung seit 1976. Das Duo Chris Kempers & Daniel Kovac konnte 1990 mit Platz neun wieder einen Platz unter den besten zehn erreichen. 1991 und 1993 belegte Deutschland Platz 18. Die Gruppe Wind trat 1992 erneut an und belegte Platz 16. Die Band Mekado konnte 1994 den dritten Platz für Deutschland erreichen. 1995 folgte ein letzter Platz mit dem Duo Stone & Stone. Weil Deutschland 1996 in der internen Qualifikationsrunde der EBU scheiterte, musste das Land 1996 das erste Mal beim Wettbewerb aussetzen.
1997 kehrte man zum Wettbewerb zurück und wurde Teil der eingeführten „Großen“ – Big Four (Deutschland, Frankreich, Vereinigtes Königreich, Spanien), seit 2011 Big Five (mit Italien), die EBU-Beitragszahler – und hat damit immer einen garantierten Finalplatz. Diese Maßnahme wurde eingeführt, um die langfristige Teilnahme der großen Geldgeber und so das Überleben des Contests zu sichern. Die Rückkehr Deutschlands 1997 war wenig erfolgreich. Mit Platz 18 wurde wieder nur ein durchschnittlicher Platz erreicht.
Guildo Horn holte 1998 mit Platz sieben wieder einen Platz unter den besten zehn. 1999 und 2000 konnten die Band Sürpriz mit Platz drei bzw. Stefan Raab mit Platz fünf ebenfalls gute Platzierungen erreichen. Auch Michelle erlangte 2001 mit Platz acht eine Platzierung unter den besten zehn im Wettbewerb. Erst 2002 erzielte Corinna May mit Platz 21 wieder eine schlechtere Platzierung. 2003 konnte Lou Platz elf erreichen. 2004 erzielte Max Mutzke mit Platz acht wieder einen Platz unter den besten zehn im Wettbewerb.
In den folgenden Jahren war Deutschland dann weniger erfolgreich. 2005 erreichte Gracia mit Platz 24 den letzten Platz für Deutschland. Auch 2006 konnte die Band Texas Lightning mit Platz 15 nur eine durchschnittliche Platzierung holen. Roger Cicero erlangte mit Platz 19 ebenfalls wieder nur eine schlechtere Platzierung. Auch 2008 konnten die No Angels keine gute Platzierung erreichen und kamen unter die letzten drei, wobei sie mit zwei weiteren Ländern punktgleich waren. 2009 wurde mit Platz 20 die nächste schlechte Platzierung geholt.
2010 konnte Deutschland mit Lena und dem Titel Satellite den Eurovision Song Contest zum zweiten Mal nach 1982 gewinnen und mit 246 Punkten die bis dahin höchste Punktzahl für Deutschland erreichen. Nach diesem Erfolg wurde Lena 2011 zum zweiten Mal als deutsche Teilnehmerin nominiert und erreichte dieses Mal Platz zehn. Auch Roman Lob holte 2012 mit Platz acht wieder eine gute Platzierung. Erst Cascada verbuchte 2013 mit Platz 21 wieder eine schlechtere Platzierung. Auch 2014 belegte Elaiza Platz 18.
Von 2015 bis 2017 erreichte Deutschland seinen Tiefpunkt im Wettbewerb. 2015 landete Ann Sophie mit null Punkten auf dem letzten Platz. 2016 wurde Jamie-Lee Kriewitz ebenfalls Letzte. Auch Levina konnte 2017 keine gute Platzierung erringen und landete auf dem vorletzten Platz. 2018 belegte Michael Schulte Platz vier und erzielte damit das beste Ergebnis seit 2010. Im Folgejahr landete Deutschland wieder auf dem vorletzten Platz. Der Beitrag von Sisters erhielt dabei null Punkte vom Televoting. Auch 2021 landete der deutsche Beitrag mit Jendrik auf Platz 25, erneut mit null Punkten vom Televoting. 2022 wurde wieder der letzte Platz von 25 erreicht – der deutsche Kandidat Malik Harris erreichte sechs Punkte, die allesamt aus dem Televoting stammten. 2023 versuchte man es mit Lord of the Lost, die aber ebenfalls den letzten Platz mit 18 Punkten belegten. 2024 wurde Deutschland durch Isaak vertreten, der Platz 12 erreichte. 2025 erreichten die Geschwister Abor & Tynna mit Platz 15 ein schlechteres Ergebnis als im Vorjahr, schnitten aber mit 151 Punkten in dieser Hinsicht besser ab.

## Liste der Beiträge
Farblegende:
– 1. Platz. 
– 2. Platz. 
– 3. Platz. 
– Punktgleichheit mit dem letzten Platz.
– ausgeschieden im Halbfinale.
– keine Teilnahme/nicht qualifiziert.
– Absage des Eurovision Song Contests.
| Jahr | Interpret                    | Titel Musik (M) und Text (T) | Sprache                       | Übersetzung                       | Finale                                           | Finale                                           | Halbfinale/ Qualifikation                        | Halbfinale/ Qualifikation                        | Charts (D) |
| Jahr | Interpret                    | Titel Musik (M) und Text (T) | Sprache                       | Übersetzung                       | Platz                                            | Punkte                                           | Platz                                            | Punkte                                           | Charts (D) |
| ---- | ---------------------------- | --- | ----------------------------- | --------------------------------- | ------------------------------------------------ | ------------------------------------------------ | ------------------------------------------------ | ------------------------------------------------ | ---------- |
| 1956 | Walter Andreas Schwarz       | Im Wartesaal zum großen Glück M/T: Walter Andreas Schwarz                                                                                         | Deutsch                       | –                                 | k. A. / 14                                       | k. A.                                            | Kein Halbfinale ausgetragen                      | Kein Halbfinale ausgetragen                      | –          |
| 1956 | Freddy Quinn                 | So geht das jede Nacht M: Lotar Olias; T: Peter Moesser                                                                                           | Deutsch                       | –                                 | k. A. / 14                                       | k. A.                                            | Kein Halbfinale ausgetragen                      | Kein Halbfinale ausgetragen                      | –          |
| 1957 | Margot Hielscher             | Telefon, Telefon M: Friedrich Meyer; T: Ralph Maria Siegel                                                                                        | Deutsch a                     | –                                 | 4 / 10                                           | 8                                                | Kein Halbfinale ausgetragen                      | Kein Halbfinale ausgetragen                      | –          |
| 1958 | Margot Hielscher             | Für zwei Groschen Musik M: Friedrich Meyer; T: Fred Rauch, Walter Brandin                                                                         | Deutsch                       | –                                 | 7 / 10                                           | 5                                                | Kein Halbfinale ausgetragen                      | Kein Halbfinale ausgetragen                      | –          |
| 1959 | Alice und Ellen Kessler      | Heute Abend wollen wir tanzen geh’n M: Helmut Zander; T: Astrid Voltmann                                                                          | Deutsch                       | –                                 | 8 / 11                                           | 5                                                | Kein Halbfinale ausgetragen                      | Kein Halbfinale ausgetragen                      | –          |
| 1960 | Wyn Hoop                     | Bonne nuit ma chérie M: Franz Josef Breuer; T: Kurt Schwabach                                                                                     | Deutsch b                     | Gute Nacht, meine Liebe           | 4 / 13                                           | 11                                               | Kein Halbfinale ausgetragen                      | Kein Halbfinale ausgetragen                      | 44         |
| 1961 | Lale Andersen                | Einmal sehen wir uns wieder M: Rudolf Maluck; T: Ernst Bader                                                                                      | Deutsch, Französisch          | –                                 | 13 / 16                                          | 3                                                | Kein Halbfinale ausgetragen                      | Kein Halbfinale ausgetragen                      | 30         |
| 1962 | Conny Froboess               | Zwei kleine Italiener M: Christian Bruhn; T: Georg Buschor                                                                                        | Deutsch                       | –                                 | 6 / 16                                           | 9                                                | Kein Halbfinale ausgetragen                      | Kein Halbfinale ausgetragen                      | 1          |
| 1963 | Heidi Brühl                  | Marcel M/T: Charly Niessen | Deutsch                       | –                                 | 9 / 16                                           | 5                                                | Kein Halbfinale ausgetragen                      | Kein Halbfinale ausgetragen                      | 36         |
| 1964 | Nora Nova                    | Man gewöhnt sich so schnell an das Schöne M: Rudi von der Dovenmühle; T: Niels Nobach                                                             | Deutsch                       | –                                 | 13 / 16                                          | 0                                                | Kein Halbfinale ausgetragen                      | Kein Halbfinale ausgetragen                      | –          |
| 1965 | Ulla Wiesner                 | Paradies, wo bist du? M: Hans Blum; T: Barbara Kist                                                                                               | Deutsch                       | –                                 | 15 / 18                                          | 0                                                | Kein Halbfinale ausgetragen                      | Kein Halbfinale ausgetragen                      | –          |
| 1966 | Margot Eskens                | Die Zeiger der Uhr M: Walter Dobschinski; T: Hans Bradtke                                                                                         | Deutsch                       | –                                 | 10 / 18                                          | 7                                                | Kein Halbfinale ausgetragen                      | Kein Halbfinale ausgetragen                      | –          |
| 1967 | Inge Brück                   | Anouschka M/T: Hans Blum | Deutsch                       | –                                 | 8 / 17                                           | 7                                                | Kein Halbfinale ausgetragen                      | Kein Halbfinale ausgetragen                      | –          |
| 1968 | Wencke Myhre                 | Ein Hoch der Liebe M: Horst Jankowski; T: Carl J. Schäuble                                                                                        | Deutsch                       | –                                 | 6 / 17                                           | 11                                               | Kein Halbfinale ausgetragen                      | Kein Halbfinale ausgetragen                      | 18         |
| 1969 | Siw Malmkvist                | Primaballerina M/T: Hans Blum | Deutsch                       | –                                 | 9 / 16                                           | 8                                                | Kein Halbfinale ausgetragen                      | Kein Halbfinale ausgetragen                      | 13         |
| 1970 | Katja Ebstein                | Wunder gibt es immer wieder M: Christian Bruhn; T: Günther Loose                                                                                  | Deutsch                       | –                                 | 3 / 12                                           | 12                                               | Kein Halbfinale ausgetragen                      | Kein Halbfinale ausgetragen                      | 16         |
| 1971 | Katja Ebstein                | Diese Welt M: Dieter Zimmermann; T: Fred Jay | Deutsch                       | –                                 | 3 / 18                                           | 100                                              | Kein Halbfinale ausgetragen                      | Kein Halbfinale ausgetragen                      | 16         |
| 1972 | Mary Roos                    | Nur die Liebe läßt uns leben M: Joachim Heider; T: Joachim Relin                                                                                  | Deutsch                       | –                                 | 3 / 18                                           | 107                                              | Kein Halbfinale ausgetragen                      | Kein Halbfinale ausgetragen                      | 17         |
| 1973 | Gitte                        | Junger Tag M: Günther-Eric Thöner; T: Stephan Lego                                                                                                | Deutsch                       | –                                 | 8 / 17                                           | 85                                               | Kein Halbfinale ausgetragen                      | Kein Halbfinale ausgetragen                      | 19         |
| 1974 | Cindy & Bert                 | Die Sommermelodie M: Werner Scharfenberger; T: Kurt Feltz                                                                                         | Deutsch                       | –                                 | 14 / 17                                          | 3                                                | Kein Halbfinale ausgetragen                      | Kein Halbfinale ausgetragen                      | –          |
| 1975 | Joy Fleming                  | Ein Lied kann eine Brücke sein M: Rainer Pietsch; T: Michael Holm                                                                                 | Deutsch, Englisch             | –                                 | 17 / 19                                          | 15                                               | Kein Halbfinale ausgetragen                      | Kein Halbfinale ausgetragen                      | 32         |
| 1976 | The Les Humphries Singers c  | Sing Sang Song M: Ralph Siegel; T: Kurt Hertha | Deutsch                       | Singsang-Lied                     | 15 / 18                                          | 12                                               | Kein Halbfinale ausgetragen                      | Kein Halbfinale ausgetragen                      | 45         |
| 1977 | Silver Convention            | Telegram M: Sylvester Levay; T: Michael Kunze | Englisch                      | Telegramm                         | 8 / 18                                           | 55                                               | Kein Halbfinale ausgetragen                      | Kein Halbfinale ausgetragen                      | 27         |
| 1978 | Ireen Sheer                  | Feuer M: Jean Frankfurter; T: John Möring | Deutsch                       | –                                 | 6 / 20                                           | 84                                               | Kein Halbfinale ausgetragen                      | Kein Halbfinale ausgetragen                      | 39         |
| 1979 | Dschinghis Khan              | Dschinghis Khan M: Ralph Siegel; T: Bernd Meinunger                                                                                               | Deutsch                       | –                                 | 4 / 19                                           | 86                                               | Kein Halbfinale ausgetragen                      | Kein Halbfinale ausgetragen                      | 1          |
| 1980 | Katja Ebstein                | Theater M: Ralph Siegel; T: Bernd Meinunger | Deutsch                       | –                                 | 2 / 19                                           | 128                                              | Kein Halbfinale ausgetragen                      | Kein Halbfinale ausgetragen                      | 11         |
| 1981 | Lena Valaitis                | Johnny Blue M: Ralph Siegel; T: Bernd Meinunger                                                                                                   | Deutsch                       | –                                 | 2 / 20                                           | 132                                              | Kein Halbfinale ausgetragen                      | Kein Halbfinale ausgetragen                      | 9          |
| 1982 | Nicole                       | Ein bißchen Frieden M: Ralph Siegel; T: Bernd Meinunger                                                                                           | Deutsch                       | –                                 | 1 / 18                                           | 161                                              | Kein Halbfinale ausgetragen                      | Kein Halbfinale ausgetragen                      | 1          |
| 1983 | Hoffmann & Hoffmann          | Rücksicht M: Michael Reinecke; T: Volker Lechtenbrink                                                                                             | Deutsch                       | –                                 | 5 / 20                                           | 94                                               | Kein Halbfinale ausgetragen                      | Kein Halbfinale ausgetragen                      | 8          |
| 1984 | Mary Roos                    | Aufrecht geh’n M: Michael Reinecke; T: Michael Kunze                                                                                              | Deutsch                       | –                                 | 13 / 19                                          | 34                                               | Kein Halbfinale ausgetragen                      | Kein Halbfinale ausgetragen                      | 56         |
| 1985 | Wind                         | Für alle M/T: Hanne Haller | Deutsch                       | –                                 | 2 / 19                                           | 105                                              | Kein Halbfinale ausgetragen                      | Kein Halbfinale ausgetragen                      | 18         |
| 1986 | Ingrid Peters                | Über die Brücke geh’n M/T: Hans Blum | Deutsch                       | –                                 | 8 / 20                                           | 62                                               | Kein Halbfinale ausgetragen                      | Kein Halbfinale ausgetragen                      | 45         |
| 1987 | Wind                         | Laß die Sonne in dein Herz M: Ralph Siegel; T: Bernd Meinunger                                                                                    | Deutsch                       | –                                 | 2 / 22                                           | 141                                              | Kein Halbfinale ausgetragen                      | Kein Halbfinale ausgetragen                      | 20         |
| 1988 | Maxi & Chris Garden          | Lied für einen Freund M: Ralph Siegel; T: Bernd Meinunger                                                                                         | Deutsch                       | –                                 | 14 / 21                                          | 48                                               | Kein Halbfinale ausgetragen                      | Kein Halbfinale ausgetragen                      | 29         |
| 1989 | Nino de Angelo               | Flieger M: Dieter Bohlen; T: Joachim Horn-Bernges                                                                                                 | Deutsch                       | –                                 | 14 / 22                                          | 46                                               | Kein Halbfinale ausgetragen                      | Kein Halbfinale ausgetragen                      | 13         |
| 1990 | Chris Kempers & Daniel Kovac | Frei zu leben M: Ralph Siegel; T: Michael Kunze                                                                                                   | Deutsch                       | –                                 | 9 / 22                                           | 60                                               | Kein Halbfinale ausgetragen                      | Kein Halbfinale ausgetragen                      | 51         |
| 1991 | Atlantis 2000                | Dieser Traum darf niemals sterben M: Alfons Weindorf; T: Helmut Frey                                                                              | Deutsch                       | –                                 | 18 / 22                                          | 10                                               | Kein Halbfinale ausgetragen                      | Kein Halbfinale ausgetragen                      | –          |
| 1992 | Wind                         | Träume sind für alle da M: Ralph Siegel; T: Bernd Meinunger                                                                                       | Deutsch                       | –                                 | 16 / 23                                          | 27                                               | Kein Halbfinale ausgetragen                      | Kein Halbfinale ausgetragen                      | 59         |
| 1993 | Münchener Freiheit           | Viel zu weit M/T: Stefan Zauner | Deutsch                       | –                                 | 18 / 25                                          | 18                                               | Kein Halbfinale ausgetragen                      | Kein Halbfinale ausgetragen                      | 53         |
| 1994 | Mekado                       | Wir geben ’ne Party M: Ralph Siegel; T: Bernd Meinunger                                                                                           | Deutsch                       | –                                 | 3 / 25                                           | 128                                              | Direkt für das Finale qualifiziert               | Direkt für das Finale qualifiziert               | 100        |
| 1995 | Stone & Stone                | Verliebt in Dich M/T: Cheyenne Stone | Deutsch                       | –                                 | 23 / 23                                          | 1                                                | Direkt für das Finale qualifiziert               | Direkt für das Finale qualifiziert               | –          |
| 1996 | Leon                         | Planet of Blue M/T: Hanne Haller | Deutsch d                     | Blauer Planet                     | Nicht qualifiziert Qualifikationsrunde           | Nicht qualifiziert Qualifikationsrunde           | 24 / 29                                          | 24                                               | –          |
| 1997 | Bianca Shomburg              | Zeit M: Ralph Siegel; T: Bernd Meinunger | Deutsch                       | –                                 | 18 / 25                                          | 22                                               | Direkt für das Finale qualifiziert               | Direkt für das Finale qualifiziert               | 90         |
| 1998 | Guildo Horn                  | Guildo hat Euch lieb! M/T: Stefan Raab als Alf Igel                                                                                               | Deutsch                       | –                                 | 7 / 25                                           | 86                                               | Direkt für das Finale qualifiziert               | Direkt für das Finale qualifiziert               | 4          |
| 1999 | Sürpriz e                    | Reise nach Jerusalem – Kudüs’e seyahat M: Ralph Siegel; T: Bernd Meinunger                                                                        | Deutsch, Türkisch, Englisch f | –                                 | 3 / 23                                           | 140                                              | Direkt für das Finale qualifiziert               | Direkt für das Finale qualifiziert               | –          |
| 2000 | Stefan Raab                  | Wadde hadde dudde da? M/T: Stefan Raab | Deutsch, Englisch             | Was hast du denn da?              | 5 / 24                                           | 96                                               | Direkt für das Finale qualifiziert               | Direkt für das Finale qualifiziert               | 2          |
| 2001 | Michelle                     | Wer Liebe lebt M: Gino Trovatello, Matthias Stingl; T: Eva Richter, Mary Applegate                                                                | Deutsch, Englisch             | –                                 | 8 / 23                                           | 66                                               | Direkt für das Finale qualifiziert               | Direkt für das Finale qualifiziert               | 32         |
| 2002 | Corinna May                  | I Can’t Live Without Music M: Ralph Siegel; T: Bernd Meinunger                                                                                    | Englisch                      | Ohne Musik kann ich nicht leben   | 21 / 24                                          | 17                                               | Direkt für das Finale qualifiziert               | Direkt für das Finale qualifiziert               | 72         |
| 2003 | Lou                          | Let’s Get Happy M: Ralph Siegel; T: Bernd Meinunger                                                                                               | Englisch                      | Lasst uns fröhlich sein           | 12 / 26                                          | 53                                               | Direkt für das Finale qualifiziert               | Direkt für das Finale qualifiziert               | –          |
| 2004 | Max Mutzke                   | Can’t Wait Until Tonight M/T: Stefan Raab | Englisch, Türkisch            | Kann nicht bis heute Nacht warten | 8 / 24                                           | 93                                               | Direkt für das Finale qualifiziert               | Direkt für das Finale qualifiziert               | 1          |
| 2005 | Gracia                       | Run & Hide M: David Brandes, Jane Tempest; T: Bernd Meinunger (als „John O’Flynn“)                                                                | Englisch                      | Rennen und verstecken             | 24 / 24                                          | 4                                                | Direkt für das Finale qualifiziert               | Direkt für das Finale qualifiziert               | 20         |
| 2006 | Texas Lightning              | No No Never M/T: Jane Comerford | Englisch                      | Nein, nein, niemals               | 14 / 24                                          | 36                                               | Direkt für das Finale qualifiziert               | Direkt für das Finale qualifiziert               | 1          |
| 2007 | Roger Cicero                 | Frauen regier’n die Welt M: Matthias Haß; T: Frank Ramond                                                                                         | Deutsch, Englisch             | –                                 | 19 / 24                                          | 49                                               | Direkt für das Finale qualifiziert               | Direkt für das Finale qualifiziert               | 7          |
| 2008 | No Angels                    | Disappear M/T: Remee, Hanne Sørvaag, Thomas Troelsen                                                                                              | Englisch                      | Verschwinden                      | 23 / 25 g                                        | 14                                               | Direkt für das Finale qualifiziert               | Direkt für das Finale qualifiziert               | 4          |
| 2009 | Alex Swings Oscar Sings!     | Miss Kiss Kiss Bang M/T: Alex Christensen, Steffen Häfelinger                                                                                     | Englisch                      | –                                 | 20 / 25                                          | 35                                               | Direkt für das Finale qualifiziert               | Direkt für das Finale qualifiziert               | 20         |
| 2010 | Lena                         | Satellite M: Julie Frost, John Gordon; T: Julie Frost                                                                                             | Englisch                      | Satellit                          | 1 / 25                                           | 246                                              | Direkt für das Finale qualifiziert               | Direkt für das Finale qualifiziert               | 1          |
| 2011 | Lena                         | Taken by a Stranger M/T: Gus Seyffert, Monica Birkenes, Nicole Morier                                                                             | Englisch                      | Fasziniert von einem Fremden      | 10 / 25                                          | 107                                              | Direkt für das Finale qualifiziert               | Direkt für das Finale qualifiziert               | 2          |
| 2012 | Roman Lob                    | Standing Still M/T: Jamie Cullum, Steve Robson, Wayne Hector                                                                                      | Englisch                      | Stillstehen                       | 8 / 26                                           | 110                                              | Direkt für das Finale qualifiziert               | Direkt für das Finale qualifiziert               | 3          |
| 2013 | Cascada                      | Glorious M/T: Manuel Reuter, Yann Peifer, Andres Ballinas, Tony Cornelissen                                                                       | Englisch                      | Glorreich                         | 21 / 26                                          | 18                                               | Direkt für das Finale qualifiziert               | Direkt für das Finale qualifiziert               | 6          |
| 2014 | Elaiza                       | Is It Right M: Elżbieta Steinmetz, Frank Kretschmer; T: Elżbieta Steinmetz, Adam Kesselhaut                                                       | Englisch                      | Ist es richtig?                   | 18 / 26                                          | 39                                               | Direkt für das Finale qualifiziert               | Direkt für das Finale qualifiziert               | 4          |
| 2015 | Ann Sophie h                 | Black Smoke M/T: Michael Harwood, Ella McMahon, Tonino Speciale                                                                                   | Englisch                      | Schwarzer Rauch                   | 27 / 27 i                                        | 0                                                | Direkt für das Finale qualifiziert               | Direkt für das Finale qualifiziert               | 26         |
| 2016 | Jamie-Lee j                  | Ghost M: Thomas Burchia, Anna Leyne, Conrad Hensel; T: Anna Leyne                                                                                 | Englisch                      | Geist                             | 26 / 26                                          | 11                                               | Direkt für das Finale qualifiziert               | Direkt für das Finale qualifiziert               | 11         |
| 2017 | Levina                       | Perfect Life M/T: Lindy Robbins, Dave Bassett, Lindsey Ray                                                                                        | Englisch                      | Vollkommenes Leben                | 25 / 26                                          | 6                                                | Direkt für das Finale qualifiziert               | Direkt für das Finale qualifiziert               | 28         |
| 2018 | Michael Schulte              | You Let Me Walk Alone M/T: Michael Schulte, Thomas Stengaard, Nisse, Nina Müller                                                                  | Englisch                      | Du lässt mich alleine gehen       | 4 / 26                                           | 340                                              | Direkt für das Finale qualifiziert               | Direkt für das Finale qualifiziert               | 3          |
| 2019 | S!sters                      | Sister M/T: Laurell Barker, Marine Kaltenbacher, Tom Oehler, Thomas Stengaard                                                                     | Englisch                      | Schwester                         | 25 / 26                                          | 24                                               | Direkt für das Finale qualifiziert               | Direkt für das Finale qualifiziert               | –          |
| 2020 | Ben Dolic                    | Violent Thing M: Borislaw Milanow, Peter St. James, Dag Lundberg, Jimmy Thorén, Connor Martin; T: Borislaw Milanow, Peter St. James, Dag Lundberg | Englisch                      | Brutale Sache                     | Absage wegen der COVID-19-Pandemie durch die EBU | Absage wegen der COVID-19-Pandemie durch die EBU | Absage wegen der COVID-19-Pandemie durch die EBU | Absage wegen der COVID-19-Pandemie durch die EBU | –          |
| 2021 | Jendrik                      | I Don’t Feel Hate M/T: Jendrik Sigwart, Christoph Oswald                                                                                          | Englisch, Deutsch             | Ich fühle keinen Hass             | 25 / 26                                          | 3                                                | Direkt für das Finale qualifiziert               | Direkt für das Finale qualifiziert               | –          |
| 2022 | Malik Harris                 | Rockstars M/T: Malik Harris, Marianne Kobylka, Robin Karow                                                                                        | Englisch                      | –                                 | 25 / 25                                          | 6                                                | Direkt für das Finale qualifiziert               | Direkt für das Finale qualifiziert               | 8          |
| 2023 | Lord of the Lost             | Blood & Glitter M: Chris Harms, Rupert Keplinger; T: Chris Harms, Rupert Keplinger, Anthony James Brown, Pi Stoffers                              | Englisch                      | Blut und Glitzer                  | 26 / 26                                          | 18                                               | Direkt für das Finale qualifiziert               | Direkt für das Finale qualifiziert               | –          |
| 2024 | Isaak                        | Always on the Run M/T: Greg Taro, Isaak Guderian, Kevin Lehr, Leo Jupiter                                                                         | Englisch                      | Immer auf der Flucht              | 12 / 25                                          | 117                                              | Direkt für das Finale qualifiziert               | Direkt für das Finale qualifiziert               | 22         |
| 2025 | Abor & Tynna                 | Baller M/T: Alexander Hauer, Attila Bornemisza, Tünde Bornemisza                                                                                  | Deutsch k                     | –                                 | 15 / 26                                          | 151                                              | Direkt für das Finale qualifiziert               | Direkt für das Finale qualifiziert               | 3          |

## Vorentscheidungen
In den meisten Fällen wurden die deutschen Beiträge in Vorentscheidungen gewählt, die bis einschließlich 1992 den Titel Ein Lied für … (ergänzt durch den Namen der Gastgeberstadt) trugen. 1959, 1966 bis 1968, 1974, 1977, 1993 bis 1995, 2009, 2020 und 2021 wurden die deutschen Beiträge von der ARD ohne Publikumsabstimmung ausgewählt, 1978 wurde der Vorentscheid nur im Radio ausgetragen.

## Federführende Sendeanstalt
| Jahr(e)   | Sendeanstalt                                                                      |
| --------- | --------------------------------------------------------------------------------- |
| 1956      | Nordwestdeutscher Rundfunk (NWDR)                                                 |
| 1957      | Hessischer Rundfunk (hr)                                                          |
| 1958      | Westdeutscher Rundfunk (WDR)                                                      |
| 1959–1961 | Hessischer Rundfunk (hr)                                                          |
| 1962      | Südwestfunk (SWF)                                                                 |
| 1963/64   | Hessischer Rundfunk (hr)                                                          |
| 1965      | Norddeutscher Rundfunk (NDR)                                                      |
| 1966–1971 | Hessischer Rundfunk (hr)                                                          |
| 1972      | Sender Freies Berlin (SFB)                                                        |
| 1973–1977 | Hessischer Rundfunk (hr)                                                          |
| 1978      | Südwestfunk (SWF)                                                                 |
| 1979–1990 | Bayerischer Rundfunk (BR)                                                         |
| 1991      | Sender Freies Berlin (SFB) in Kooperation mit dem Deutschen Fernsehfunk (DFF)     |
| 1992–1995 | Mitteldeutscher Rundfunk (MDR)                                                    |
| 1996–2009 | Norddeutscher Rundfunk (NDR)                                                      |
| 2010–2012 | Norddeutscher Rundfunk (NDR) in Kooperation mit dem Privatsender ProSieben (Pro7) |
| 2013–2024 | Norddeutscher Rundfunk (NDR)                                                      |
| 2025      | Norddeutscher Rundfunk (NDR) in Kooperation mit dem Privatsender RTL              |
| 2026      | Südwestrundfunk (SWR)                                                             |

## Sprachen
Sprachlich gesehen war Deutschland in drei Fällen ein Pionier im Wettbewerb: 1957 trug die Bundesrepublik Deutschland das erste Lied bei, das einige Worte in Nicht-Landessprachen enthielt (einige Grußworte während Margot Hielschers Telefongespräch), 1960 das erste Land mit einem Liedtitel in einer fremden Sprache (Bonne nuit, ma Chérie) und 1961 das erste Land, das einen ganzen Refrain seines Beitrages in einer fremden Sprache singen ließ (Lale Andersen sang den letzten Refrain von Einmal sehen wir uns wieder auf Französisch). Auch bei anderen Gelegenheiten wurde Deutsch mit anderen Sprachen gemischt, meistens Englisch (1975, 1976, 2000, 2001 und 2007 sowie der nicht qualifizierte Beitrag 1996) sowie 1999 mit Englisch, Türkisch und Hebräisch.
| Sprache     | Beiträge | in %  |
| ----------- | -------- | ----- |
| Deutsch     | 43,25    | 68,65 |
| Englisch    | 18,25    | 28,97 |
| Türkisch    | 00,75    | 01,19 |
| Französisch | 00,50    | 00,79 |
| Hebräisch   | 00,25    | 00,40 |

Viele deutsche Beiträge wurden in anderen Sprachen aufgenommen, die meisten davon in Englisch. Nicole nahm ihren Siegertitel 1982 in sieben weiteren sowie einigen gemischten Fassungen auf, was einen Rekord für einen Siegertitel darstellt. Andere Beiträge wurden auch in weiteren Sprachen aufgenommen, so sangen unter anderem die drei Skandinavierinnen Siw Malmkvist, Wencke Myhre und Gitte ihre Beiträge auch in ihren Landessprachen Schwedisch, Norwegisch und Dänisch ein. Zwei Beiträge wurden von den Originalinterpreten sogar auf Japanisch eingesungen, nämlich Freddy Quinns So geht das jede Nacht 1956 und Katja Ebsteins Wunder gibt es immer wieder 1970.

## Kommerzielle Erfolge
Viele deutsche Beiträge wurden nationale Hits. Insgesamt erreichten 39 der 59 Beiträge ab 1960 (seitdem sind zuverlässige Angaben vorhanden) die deutschen Singlecharts, darunter zwölf Top-10-Hits, von denen wiederum sechs den ersten Platz erreichten (Zwei kleine Italiener 1962, Dschinghis Khan 1979, Ein bißchen Frieden 1982, Can’t Wait Until Tonight 2004, No No Never 2006 und Satellite 2010). Zwei kleine Italiener von Conny Froboess ist bislang der deutsche Wettbewerbsbeitrag, der sich am meisten verkaufte. Auf Platz zwei folgt Texas Lightning mit No No Never.
Der erste deutsche Sieger im Wettbewerb, Ein bißchen Frieden, war auch international ein Verkaufsschlager und erreichte in mehreren Ländern den ersten Platz in den Charts, darunter in Großbritannien und Irland. Der siegreiche Beitrag im Jahr 2010, Satellite, erreichte in Dänemark, Deutschland, Finnland, Norwegen, Schweden und der Schweiz den ersten Platz sowie in mehreren weiteren Ländern Top-10-Platzierungen.
Auch andere deutsche Beiträge waren in den deutschsprachigen Nachbarländern erfolgreich, so zum Beispiel Can’t Wait Until Tonight, das in Österreich den zweiten Platz erreichte und No No Never, das sowohl in der Schweiz als auch in Österreich die Top 10 erreichte.

## Liste der Kommentatoren und Punktesprecher
| Jahr | Kommentator                         | Punktesprecher           |
| ---- | ----------------------------------- | ------------------------ |
| 1956 | Wolf Mittler                        | kein Punktesprecher      |
| 1957 | Wolf Mittler                        | Joachim Fuchsberger      |
| 1958 | Wolf Mittler                        | Claudia Doren            |
| 1959 | Elena Gerhard                       | Walter Andreas Schwarz   |
| 1960 | Wolf Mittler                        | Walter Andreas Schwarz   |
| 1961 | Wolf Mittler                        | Heinz Schenk             |
| 1962 | Ruth Kappelsberger                  | Klaus Havenstein         |
| 1963 | Hanns Joachim Friedrichs            | Werner Veigel            |
| 1964 | Hermann Rockmann                    | Lia Wöhr                 |
| 1965 | Hermann Rockmann                    | Lia Wöhr                 |
| 1966 | Hans-Joachim Rauschenbach           | Werner Veigel            |
| 1967 | Hans-Joachim Rauschenbach           | Karin Tietze-Ludwig      |
| 1968 | Hans-Joachim Rauschenbach           | Hans-Otto Grünefeldt     |
| 1969 | Hans-Joachim Rauschenbach           | Hans-Otto Grünefeldt     |
| 1970 | Marie-Louise Steinbauer             | Hans-Otto Grünefeldt     |
| 1971 | Hanns Verres                        | kein Punktesprecher      |
| 1972 | Hanns Verres                        | kein Punktesprecher      |
| 1973 | Hanns Verres                        | kein Punktesprecher      |
| 1974 | Werner Veigel                       | Hanns Joachim Friedrichs |
| 1975 | Werner Veigel                       |                          |
| 1976 | Werner Veigel                       | Max Schautzer            |
| 1977 | Werner Veigel                       | Max Schautzer            |
| 1978 | Werner Veigel                       | Sigi Harreis             |
| 1979 | Ado Schlier, Gabi Schnelle          | Lotti Ohnesorge          |
| 1980 | Ado Schlier                         | Gabi Schnelle            |
| 1981 | Ado Schlier                         | Gabi Schnelle            |
| 1982 | Ado Schlier                         | Gabi Schnelle            |
| 1983 | Ado Schlier                         | Carolin Reiber           |
| 1984 | Ado Schlier                         | Kerstin Schweighöfer     |
| 1985 | Ado Schlier                         | Christoph Deumling       |
| 1986 | Ado Schlier                         | Christoph Deumling       |
| 1987 | Christoph Deumling, Lotti Ohnesorge | Sandra Maischberger      |
| 1988 | Claus-Erich Boetzkes, Nicole        | Lotti Ohnesorge          |
| 1989 | Thomas Gottschalk                   | Sandra Maischberger      |
| 1990 | Fritz Egner                         | Sandra Maischberger      |
| 1991 | Max Schautzer                       | Christian Eckhardt       |
| 1992 | Jan Hofer                           | Carmen Nebel             |
| 1993 | Jan Hofer                           | Carmen Nebel             |
| 1994 | Jan Hofer                           | Carmen Nebel             |
| 1995 | Horst Senker                        | Carmen Nebel             |
| 1996 | Ulf Ansorge                         | Nicht qualifiziert       |
| 1997 | Peter Urban                         | Christina Mänz           |
| 1998 | Peter Urban                         | Nena                     |
| 1999 | Peter Urban                         | Renan Demirkan           |
| 2000 | Peter Urban                         | Axel Bulthaupt           |
| 2001 | Peter Urban                         | Axel Bulthaupt           |
| 2002 | Peter Urban                         | Axel Bulthaupt           |
| 2003 | Peter Urban                         | Axel Bulthaupt           |
| 2004 | Peter Urban                         | Thomas Anders            |
| 2005 | Peter Urban                         | Thomas Hermanns          |
| 2006 | Peter Urban                         | Thomas Hermanns          |
| 2007 | Peter Urban                         | Thomas Hermanns          |
| 2008 | Peter Urban                         | Thomas Hermanns          |
| 2009 | Tim Frühling                        | Thomas Anders            |
| 2010 | Peter Urban                         | Hape Kerkeling           |
| 2011 | Peter Urban                         | Ina Müller               |
| 2012 | Peter Urban                         | Anke Engelke             |
| 2013 | Peter Urban                         | Lena Meyer-Landrut       |
| 2014 | Peter Urban                         | Helene Fischer           |
| 2015 | Peter Urban                         | Barbara Schöneberger     |
| 2016 | Peter Urban                         | Barbara Schöneberger     |
| 2017 | Peter Urban                         | Barbara Schöneberger     |
| 2018 | Peter Urban                         | Barbara Schöneberger     |
| 2019 | Peter Urban                         | Barbara Schöneberger     |
| 2021 | Peter Urban                         | Barbara Schöneberger     |
| 2022 | Peter Urban                         | Barbara Schöneberger     |
| 2023 | Peter Urban                         | Elton                    |
| 2024 | Thorsten Schorn                     | Ina Müller               |
| 2025 | Thorsten Schorn                     | Michael Schulte          |

2011 wurde das erste Semifinale von Peter Urban und Steven Gätjen kommentiert, da letzterer für ProSieben arbeitet und die Show dort ebenfalls übertragen wurde. Der abgesagte ESC 2020 hätte von Peter Urban und Michael Schulte kommentiert werden sollen.

## Liste der Dirigenten
| Jahr | Dirigent              |
| ---- | --------------------- |
| 1956 | Fernando Paggi        |
| 1957 | Willy Berking k       |
| 1958 | Dolf van der Linden   |
| 1959 | Franck Pourcel        |
| 1960 | Franz Josef Breuer    |
| 1961 | Franck Pourcel        |
| 1962 | Rolf-Hans Müller      |
| 1963 | Willy Berking         |
| 1964 | Willy Berking         |
| 1965 | Alfred Hause          |
| 1966 | Willy Berking         |
| 1967 | Hans Blum             |
| 1968 | Horst Jankowski       |
| 1969 | Hans Blum             |
| 1970 | Christian Bruhn       |
| 1971 | Dieter Zimmermann     |
| 1972 | Paul Kuhn             |
| 1973 | Günther-Eric Thöner   |
| 1974 | Werner Scharfenberger |
| 1975 | Rainer Pietsch        |
| 1976 | Les Humphries         |
| 1977 | Ronnie Hazlehurst     |
| 1978 | Jean Frankfurter      |
| 1979 | Norbert Daum          |
| 1980 | Wolfgang Rödelberger  |
| 1981 | Wolfgang Rödelberger  |
| 1982 | Norbert Daum          |
| 1983 | Dieter Reith k        |
| 1984 | Pierre Cao            |
| 1985 | Rainer Pietsch        |
| 1986 | Hans Blum             |
| 1987 | László Bencker        |
| 1988 | Michael Thatcher      |
| 1989 | l                     |
| 1990 | Rainer Pietsch        |
| 1991 | Hermann Weindorf      |
| 1992 | Norbert Daum          |
| 1993 | Norbert Daum          |
| 1994 | Norbert Daum          |
| 1995 | Hermann Weindorf      |
| 1996 | m                     |
| 1997 | l                     |
| 1998 | Stefan Raab n         |

## Ausgerichtete Wettbewerbe
| Jahr | Stadt             | Austragungsort                            | Moderation                                |
| ---- | ----------------- | ----------------------------------------- | ----------------------------------------- |
| 1957 | Frankfurt am Main | Großer Sendesaal des Hessischen Rundfunks | Anaid Iplicjian                           |
| 1983 | München           | Rudi-Sedlmayer-Halle                      | Marlène Charell                           |
| 2011 | Düsseldorf        | Düsseldorf Arena                          | Judith Rakers, Anke Engelke & Stefan Raab |

## Punktevergabe
Folgende Länder erhielten die meisten Punkte von oder vergaben die meisten Punkte an Deutschland (Stand: 2025):
| Die meisten im Finale vergebenen Punkte | Die meisten im Finale vergebenen Punkte | Die meisten im Finale vergebenen Punkte |
| Platz                                   | Land                                    | Punkte                                  |
| --------------------------------------- | --------------------------------------- | --------------------------------------- |
| 1                                       | Schweden                                | 243                                     |
| 2                                       | Frankreich                              | 207                                     |
| 3                                       | Vereinigtes Königreich                  | 205                                     |
| 4                                       | Israel                                  | 176                                     |
| 5                                       | Türkei                                  | 170                                     |

| Die meisten insgesamt vergebenen Punkte | Die meisten insgesamt vergebenen Punkte | Die meisten insgesamt vergebenen Punkte |
| Platz                                   | Land                                    | Punkte                                  |
| --------------------------------------- | --------------------------------------- | --------------------------------------- |
| 1                                       | Schweden                                | 331                                     |
| 2                                       | Israel                                  | 251                                     |
| 3                                       | Norwegen                                | 221                                     |
| 4                                       | Schweiz                                 | 216                                     |
| 5                                       | Frankreich                              | 207                                     |

| Die meisten erhaltenen Punkte | Die meisten erhaltenen Punkte | Die meisten erhaltenen Punkte |
| Platz                         | Land                          | Punkte                        |
| ----------------------------- | ----------------------------- | ----------------------------- |
| 1                             | Spanien                       | 245                           |
| 2                             | Schweiz                       | 196                           |
| 3                             | Dänemark                      | 194                           |
| 4                             | Portugal                      | 187                           |
| 5                             | Belgien                       | 178                           |

### Vergaben der Höchstwertung
Seit 1975 vergab Deutschland bei 47 Punktevergaben die Höchstpunktzahl an 24 verschiedene Länder, davon sechsmal an Schweden. Im Halbfinale dagegen vergab Deutschland die Höchstpunktzahl an 15 verschiedene Länder, davon viermal an Schweden.
| Höchstwertung (Finale) | Höchstwertung (Finale)     | Höchstwertung (Finale) |
| Jahr                   | Land                       | Platz (Finale)         |
| ---------------------- | -------------------------- | ---------------------- |
| 1975                   | Finnland                   | 7                      |
| 1976                   | Frankreich                 | 2                      |
| 1977                   | Frankreich                 | 1                      |
| 1978                   | Israel                     | 1                      |
| 1979                   | Spanien                    | 2                      |
| 1980                   | Irland                     | 1                      |
| 1981                   | Frankreich                 | 3                      |
| 1982                   | Israel                     | 2                      |
| 1983                   | Schweden                   | 3                      |
| 1984                   | Schweden                   | 1                      |
| 1985                   | Norwegen                   | 1                      |
| 1986                   | Luxemburg                  | 3                      |
| 1987                   | Italien                    | 3                      |
| 1988                   | Schweiz                    | 1                      |
| 1989                   | Vereinigtes Königreich     | 2                      |
| 1990                   | Spanien                    | 5                      |
| 1991                   | Schweden                   | 1                      |
| 1992                   | Vereinigtes Königreich     | 2                      |
| 1993                   | Schweiz                    | 3                      |
| 1994                   | Irland                     | 1                      |
| 1995                   | Schweden                   | 3                      |
| 1996                   | nicht qualifiziert         | nicht qualifiziert     |
| 1997                   | Türkei                     | 3                      |
| 1998                   | Türkei                     | 14                     |
| 1999                   | Türkei                     | 16                     |
| 2000                   | Dänemark                   | 1                      |
| 2001                   | Dänemark                   | 2                      |
| 2002                   | Lettland                   | 1                      |
| 2003                   | Polen                      | 7                      |
| 2004                   | Türkei                     | 4                      |
| 2005                   | Griechenland               | 1                      |
| 2006                   | Türkei                     | 11                     |
| 2007                   | Türkei                     | 4                      |
| 2008                   | Griechenland               | 3                      |
| 2009                   | Norwegen                   | 1                      |
| 2010                   | Belgien                    | 6                      |
| 2011                   | Österreich                 | 18                     |
| 2012                   | Schweden                   | 1                      |
| 2013                   | Ungarn                     | 10                     |
| 2014                   | Niederlande                | 2                      |
| 2015                   | Russland                   | 2                      |
| 2016                   | Israel (J)                 | 14                     |
| 2016                   | Russland (T)               | 3                      |
| 2017                   | Norwegen (J)               | 10                     |
| 2017                   | Portugal (T)               | 1                      |
| 2018                   | Schweden (J)               | 7                      |
| 2018                   | Italien (T)                | 5                      |
| 2019                   | Italien (J)                | 2                      |
| 2019                   | Norwegen (T)               | 6                      |
| 2020                   | Wettbewerb abgesagt        | Wettbewerb abgesagt    |
| 2021                   | Frankreich (J)             | 2                      |
| 2021                   | Litauen (T)                | 8                      |
| 2022                   | Vereinigtes Königreich (J) | 2                      |
| 2022                   | Ukraine (T)                | 1                      |
| 2023                   | Schweden (J)               | 1                      |
| 2023                   | Finnland (T)               | 2                      |
| 2024                   | Schweden (J)               | 9                      |
| 2024                   | Israel (T)                 | 5                      |
| 2025                   | Österreich (J)             | 1                      |
| 2025                   | Israel (T)                 | 2                      |

| Höchstwertung (Halbfinale) | Höchstwertung (Halbfinale) | Höchstwertung (Halbfinale) |
| Jahr                       | Land                       | Platz (Halbfinale)         |
| -------------------------- | -------------------------- | -------------------------- |
| 2004                       | Serbien und Montenegro     | 1                          |
| 2005                       | Portugal                   | 17                         |
| 2006                       | Finnland                   | 1                          |
| 2007                       | Türkei                     | 3                          |
| 2008                       | Norwegen                   | 4                          |
| 2009                       | Türkei                     | 2                          |
| 2010                       | Belgien                    | 1                          |
| 2011                       | Österreich                 | 7                          |
| 2012                       | Schweden                   | 1                          |
| 2013                       | Island                     | 6                          |
| 2014                       | Polen                      | 8                          |
| 2015                       | Schweden                   | 1                          |
| 2016                       | Israel (J)                 | 7                          |
| 2016                       | Polen (T)                  | 6                          |
| 2017                       | Norwegen (J)               | 5                          |
| 2017                       | Bulgarien (T)              | 1                          |
| 2018                       | Schweden (J)               | 2                          |
| 2018                       | Polen (T)                  | 14                         |
| 2019                       | Nordmazedonien (J)         | 2                          |
| 2019                       | Schweiz (T)                | 4                          |
| 2020                       | Wettbewerb abgesagt        | Wettbewerb abgesagt        |
| 2021                       | Schweden (J)               | 7                          |
| 2021                       | Litauen (T)                | 4                          |
| 2022                       | Nordmazedonien (J)         | 11                         |
| 2022                       | Polen (T)                  | 6                          |
| 2023                       | Finnland                   | 1                          |
| 2024                       | Kroatien                   | 1                          |
| 2025                       | Israel                     | 1                          |

## Zuschauerzahl
| Jahr | Finale   |
| ---- | -------- |
| 1980 | 17,35    |
| 1981 | 10,14    |
| 1982 | 13,81    |
| 1983 | 13,57    |
| 1984 | 14,23    |
| 1985 | 13,22    |
| 1986 | 10,88    |
| 1987 | 10,16    |
| 1988 | 08,61    |
| 1989 | 09,87    |
| 1990 | 07,02    |
| 1991 | 06,28    |
| 1992 | 04,73    |
| 1993 | 04,66    |
| 1994 | 04,72    |
| 1995 | 03,98    |
| 1996 | 00,37    |
| 1997 | 04,57    |
| 1998 | 12,67    |
| 1999 | 04,79    |
| 2000 | 10,03    |
| 2001 | 08,44    |
| 2002 | 10,02    |
| 2003 | 08,92    |
| 2004 | 11,49    |
| 2005 | 07,01    |
| 2006 | 10,41    |
| 2007 | 07,41    |
| 2008 | 06,40    |
| 2009 | 07,33    |
| 2010 | 14,73    |
| 2011 | 13,93    |
| 2012 | 08,34    |
| 2013 | 08,20    |
| 2014 | 08,90    |
| 2015 | 08,09    |
| 2016 | 09,38    |
| 2017 | 07,85    |
| 2018 | 07,87    |
| 2019 | 08,10    |
| 2020 | abgesagt |
| 2021 | 06,53    |
| 2022 | 06,53    |
| 2023 | 07,44    |
| 2024 | 07,98    |

Anmerkung: 1996 wurde das internationale Finale mangels deutscher Beteiligung von der ARD als Aufzeichnung nach Mitternacht ausgestrahlt.

## Verschiedenes
- 2005 erhielt Deutschland in der Finalrunde 4 Punkte, 2 aus Monaco und 2 aus Moldau. Dabei waren diese beiden Länder die einzigen, die nicht per Televoting, sondern per Jury abgestimmt hatten. Moldau – das 2005 debütierte – vergab seitdem erst wieder 2018 Punkte an Deutschland, jedoch nicht beim Sieg 2010.
- Auch 2008 bekam Deutschland nur aus zwei Ländern Punkte (aus Bulgarien 12 und aus der Schweiz 2). Grund für die außergewöhnlich hohe Punktzahl aus Bulgarien war mit hoher Wahrscheinlichkeit die große Bekanntheit der dort geborenen No-Angels-Sängerin Lucy Diakovska.[12]
- 1982 – beim ersten Sieg – erhielt die Bundesrepublik Deutschland aus 14 der 17 anderen Länder 12, 10 oder 8 Punkte. Lediglich aus den Nachbarländern Luxemburg, Österreich und den Niederlanden gab es 0, 1 bzw. 6 Punkte.
- Deutschland war das erste Land der sogenannten „Big Five“, das den Wettbewerb seit Einführung der Regelung 1999 gewinnen konnte. 2021 hat Italien als zweites Land der „Big Five“ gewonnen.

## Impressionen

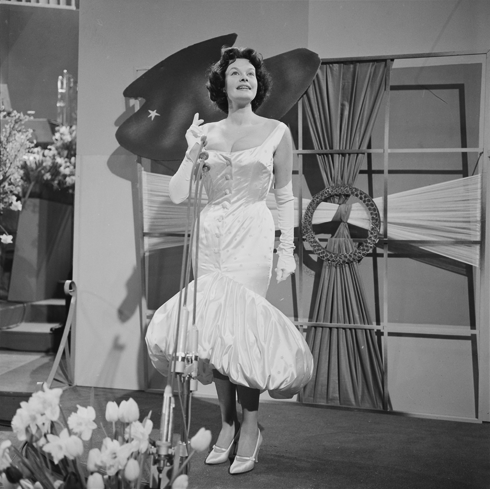
Margot Hielscher 1958
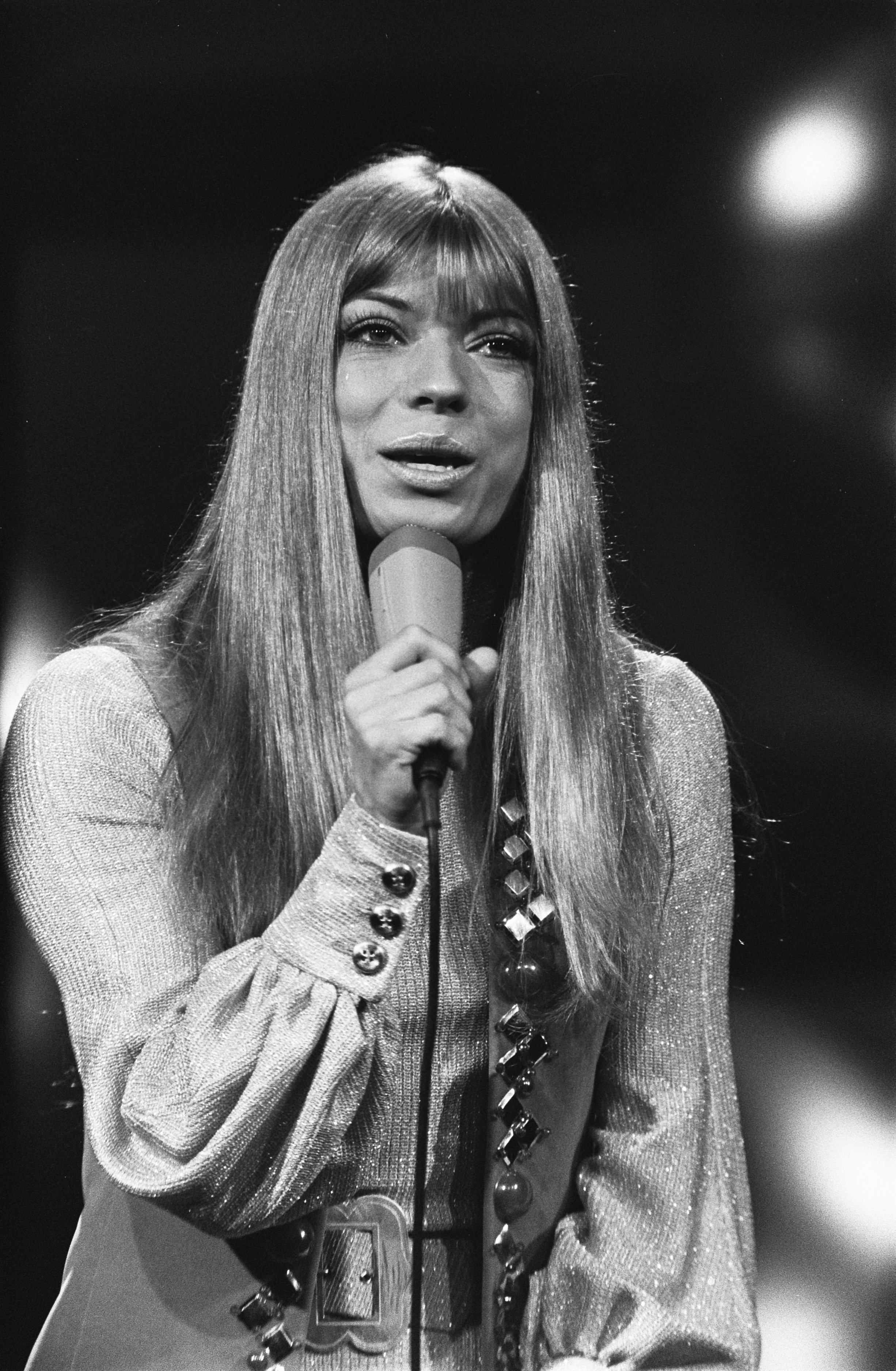
Katja Ebstein 1970
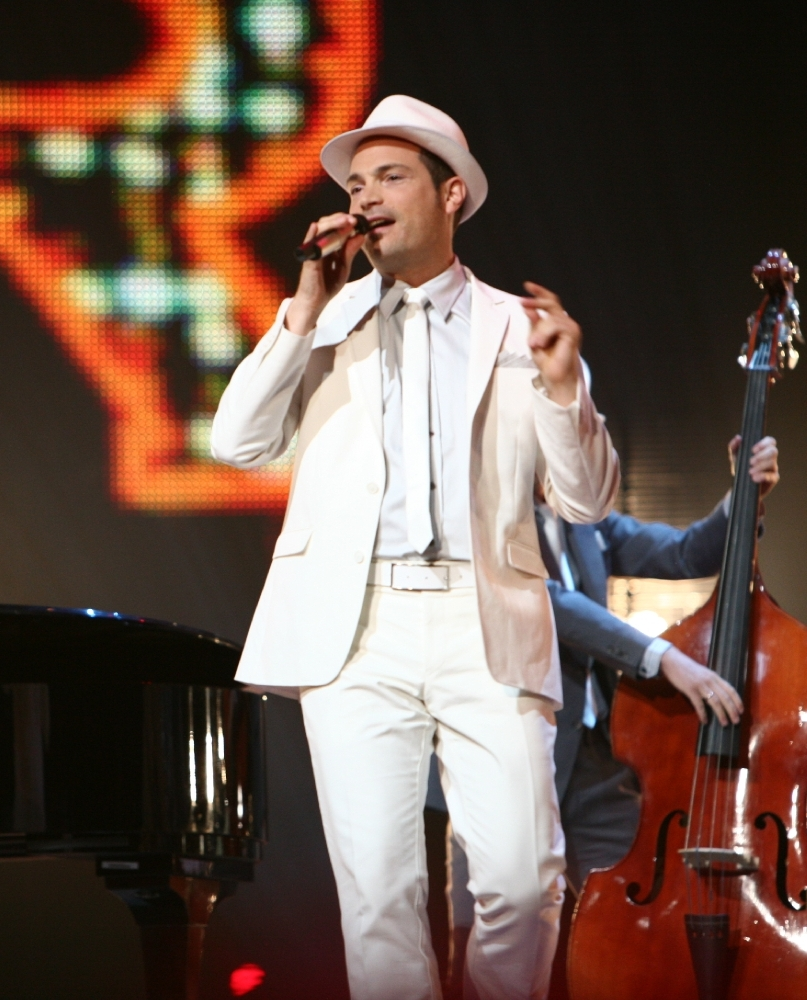
Roger Cicero 2007
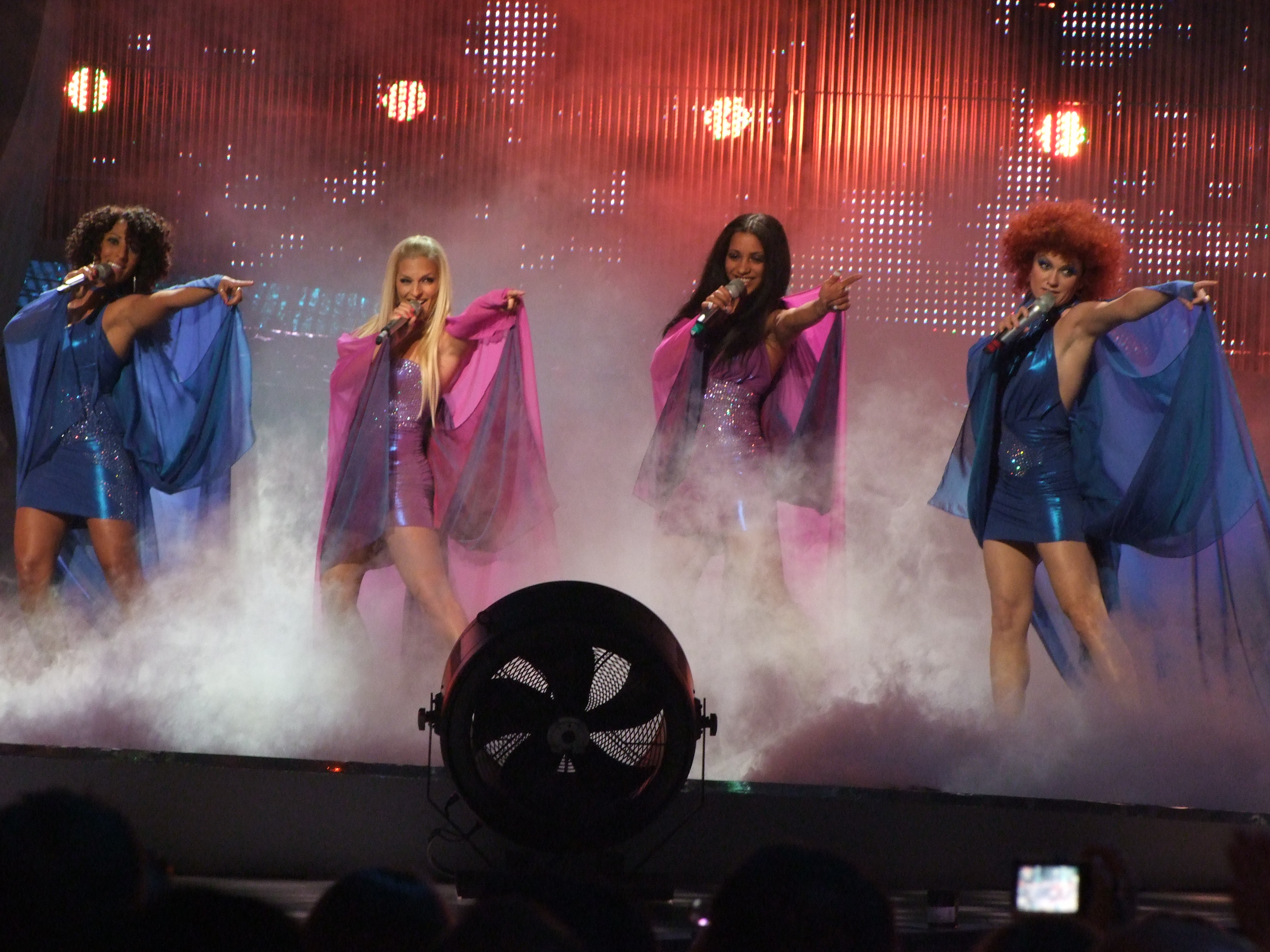
No Angels 2008
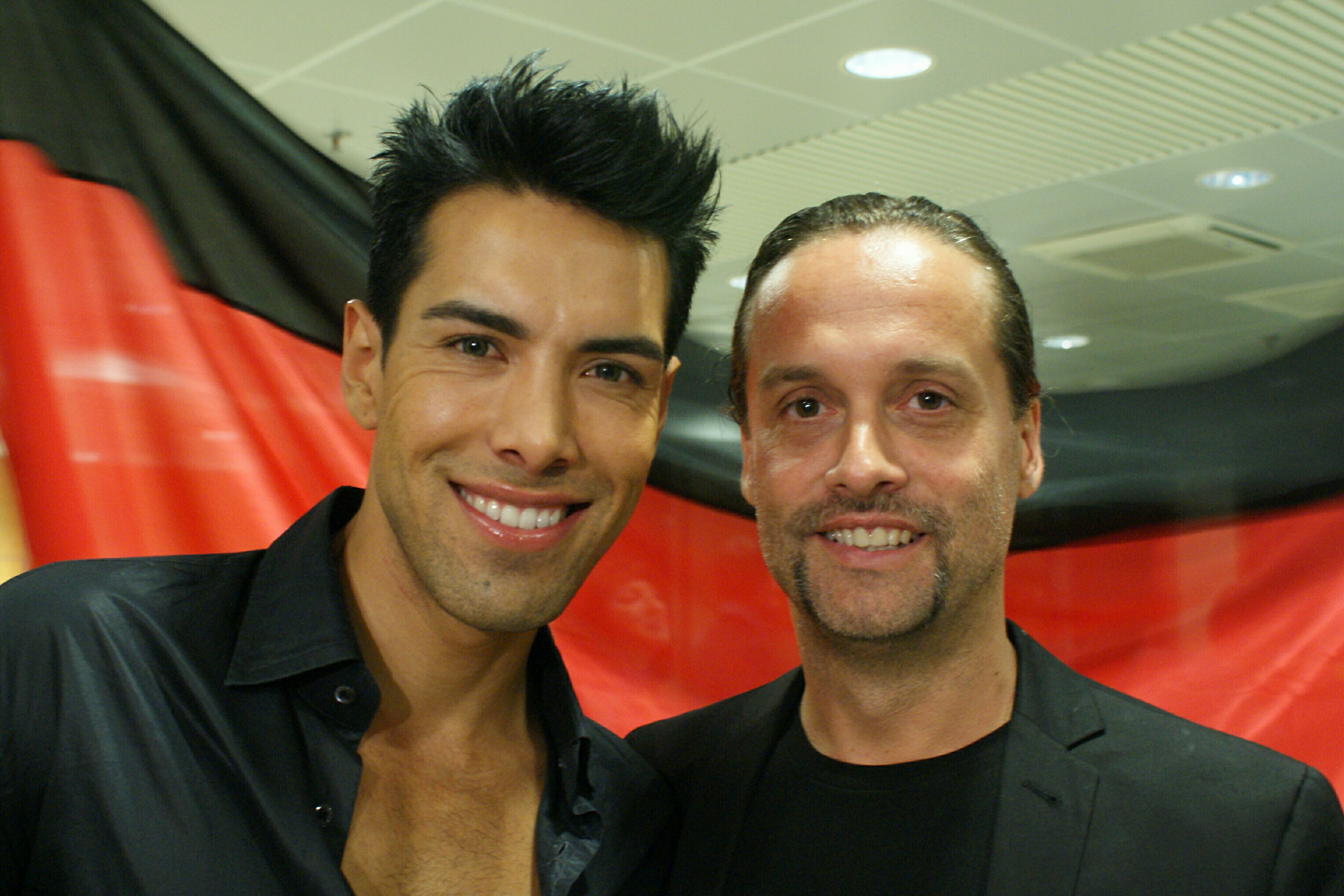
Alex Swings Oscar Sings 2009
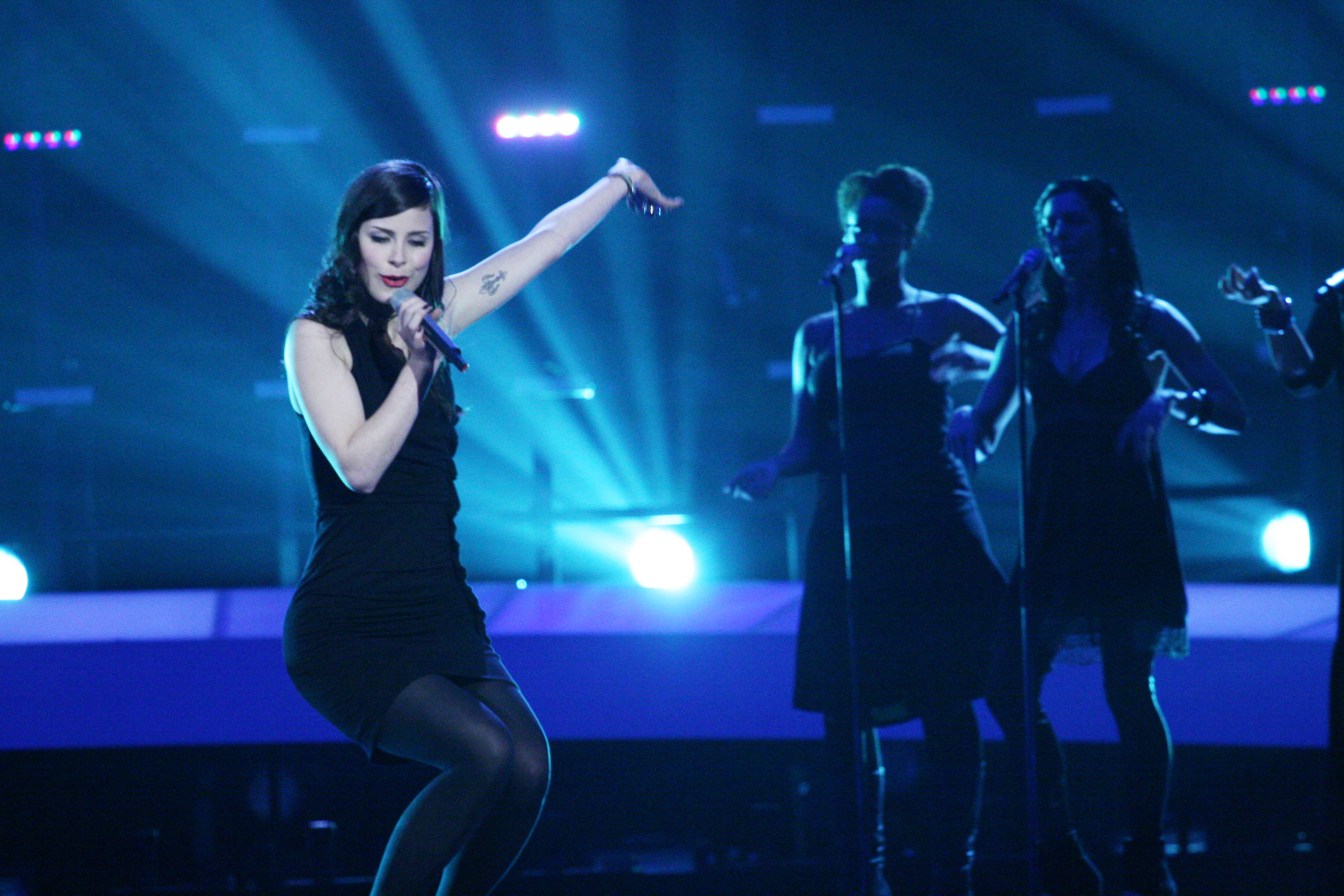
Lena 2010
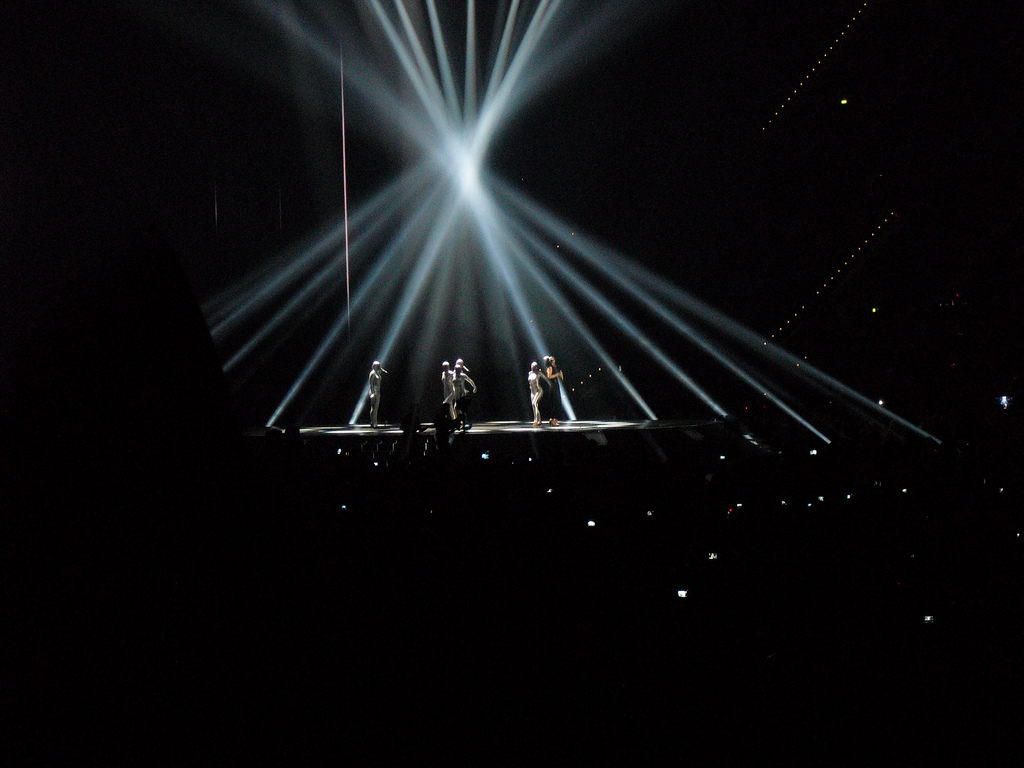
Lena 2011
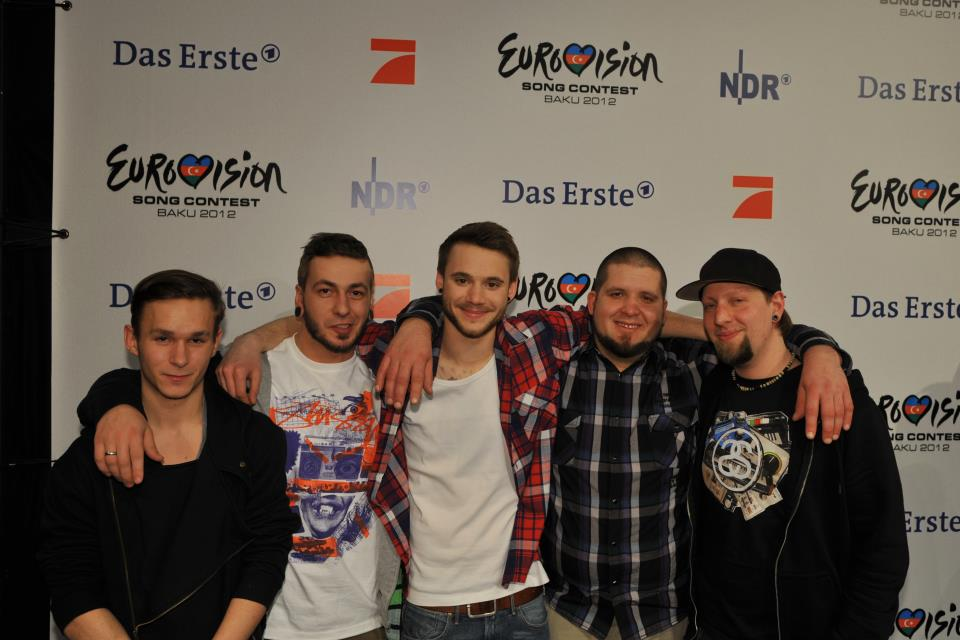
Roman Lob 2012 (Mitte)
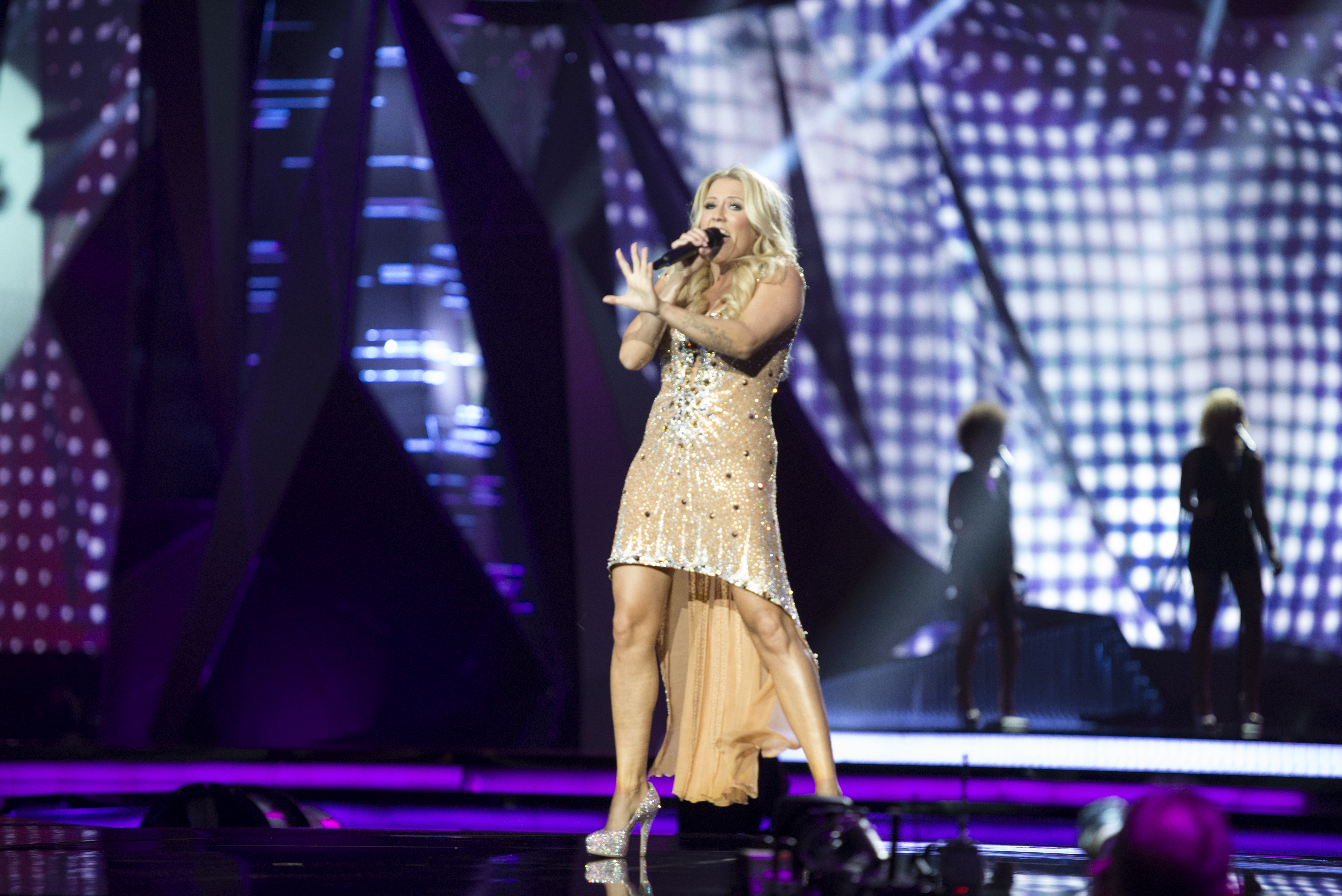
Cascada 2013
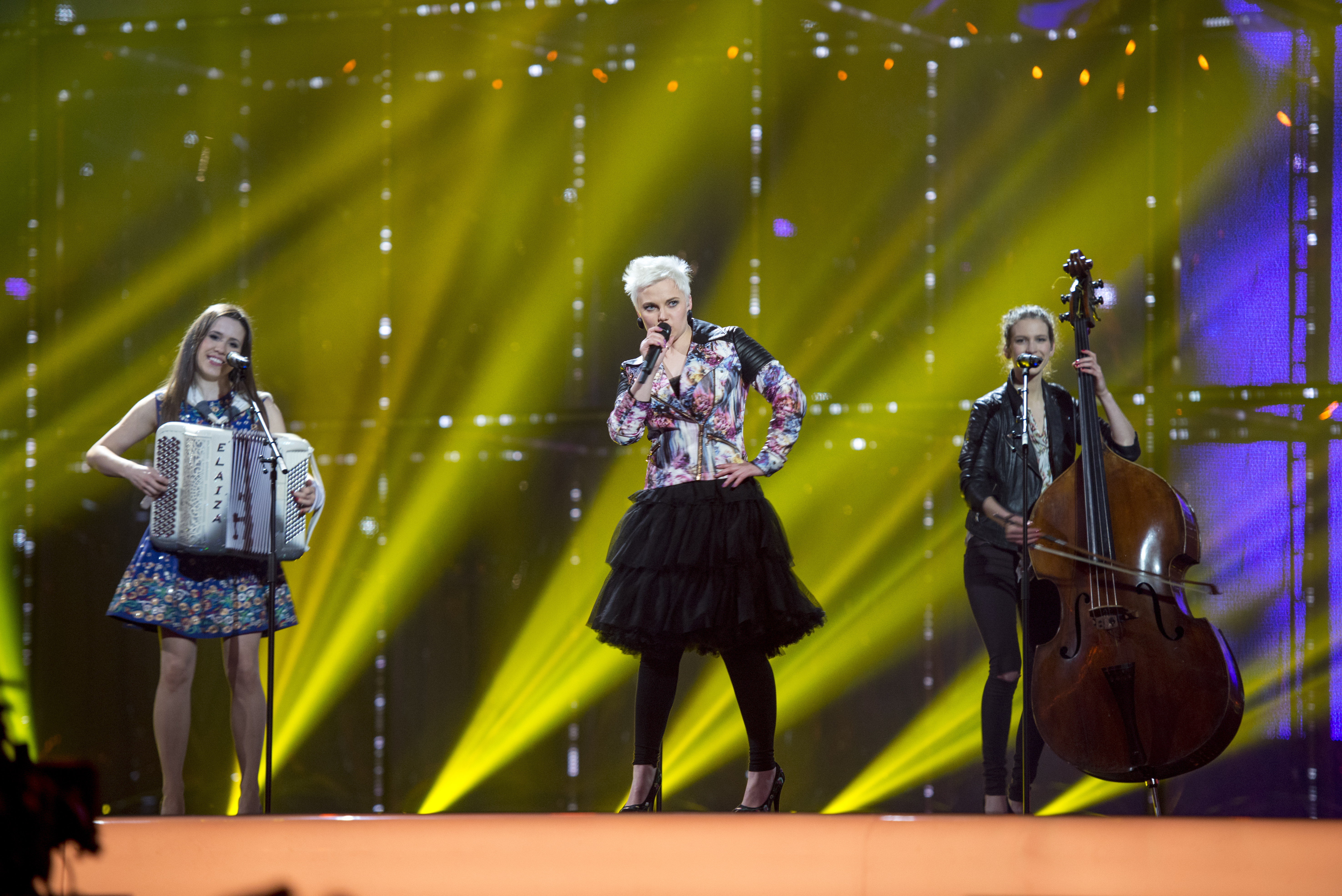
Elaiza 2014
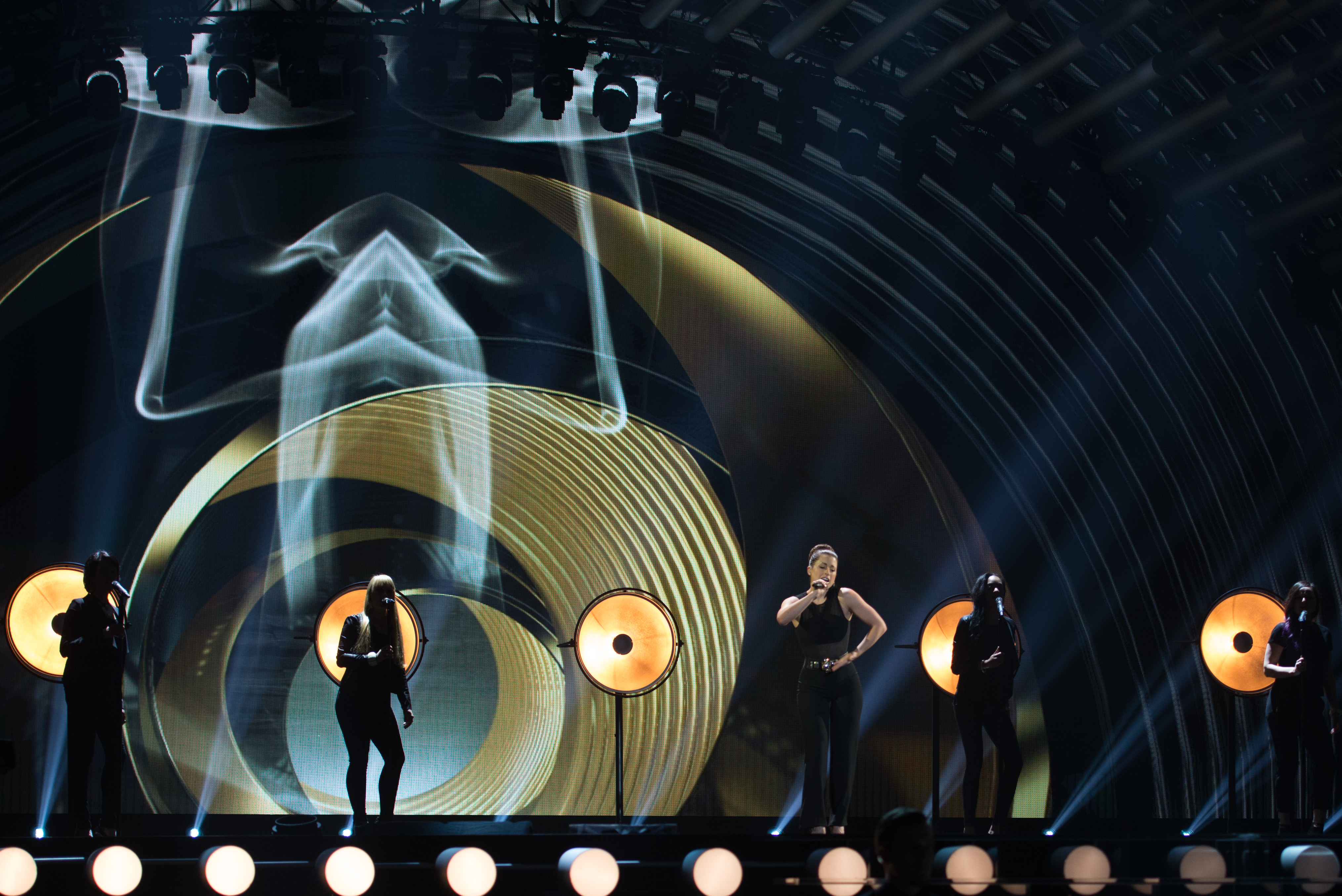
Ann Sophie 2015
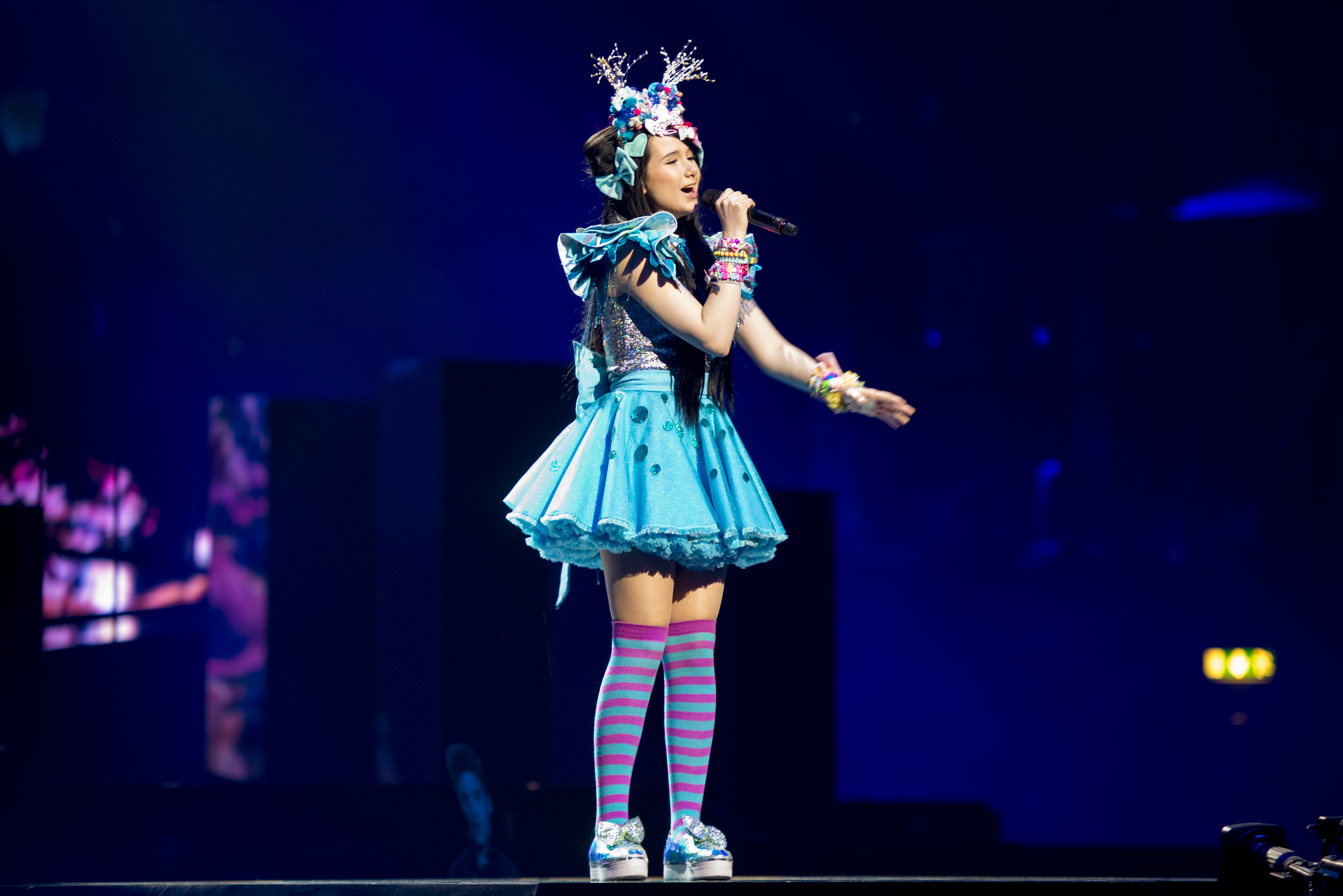
Jamie-Lee 2016
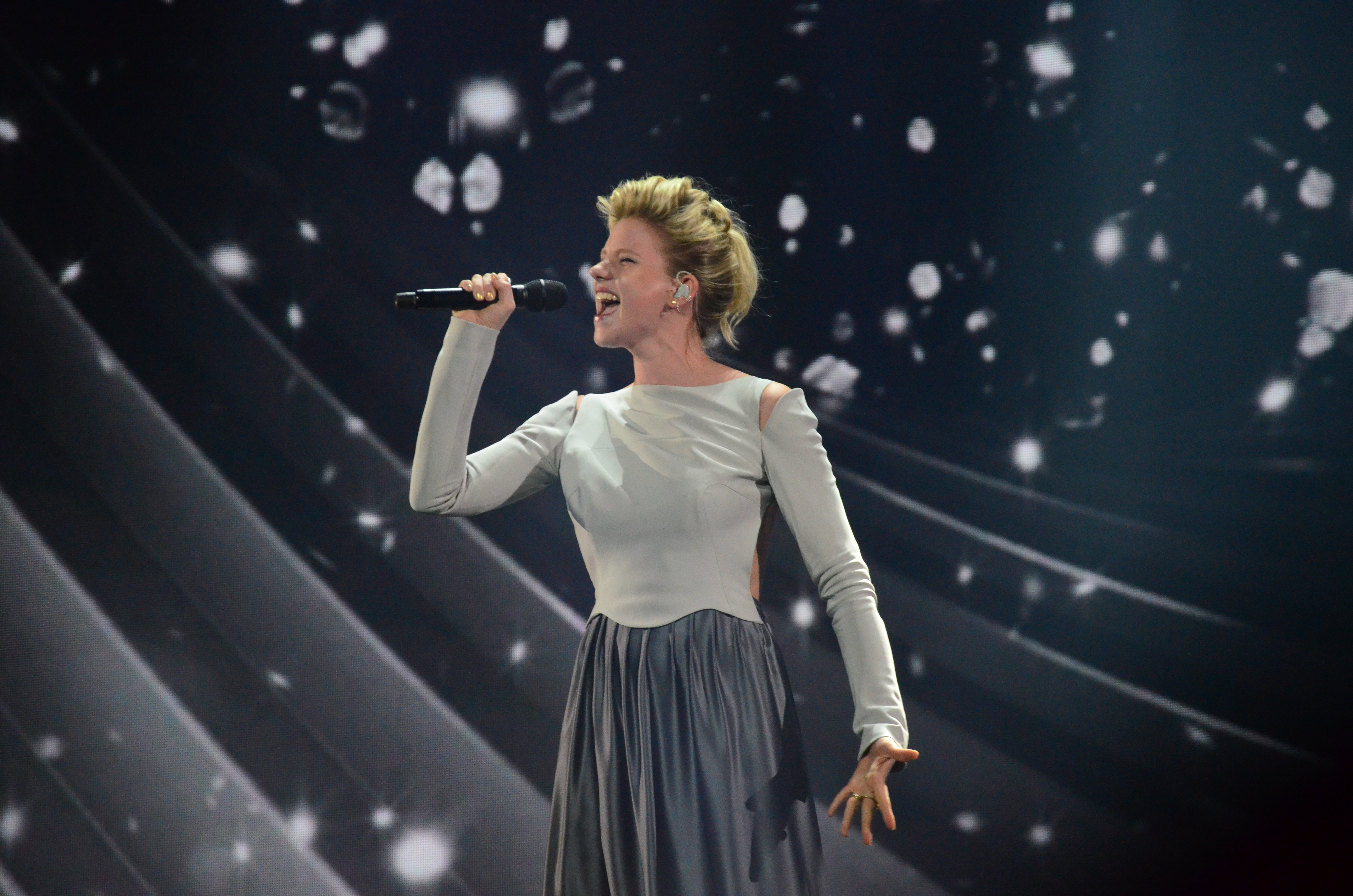
Levina 2017
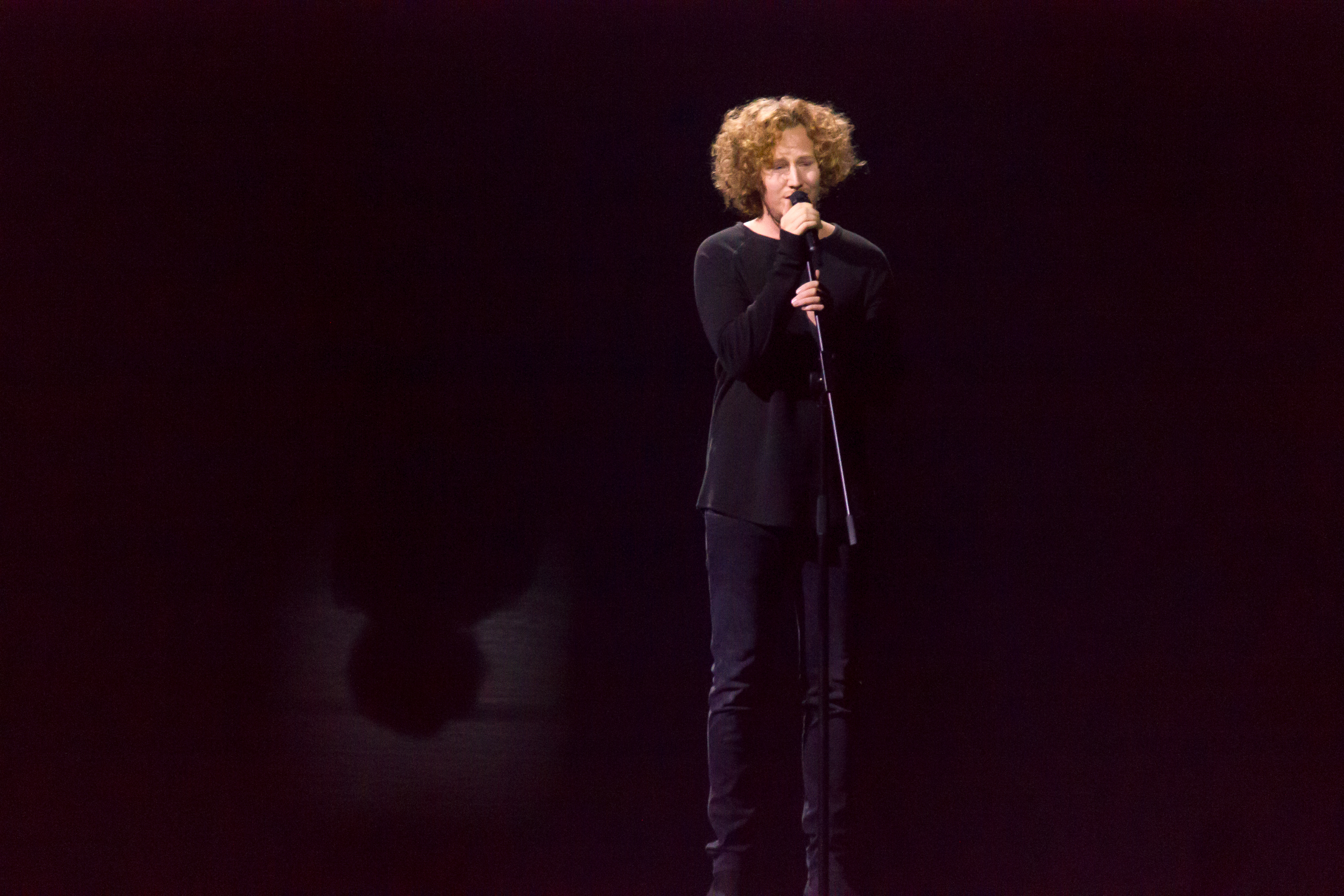
Michael Schulte 2018
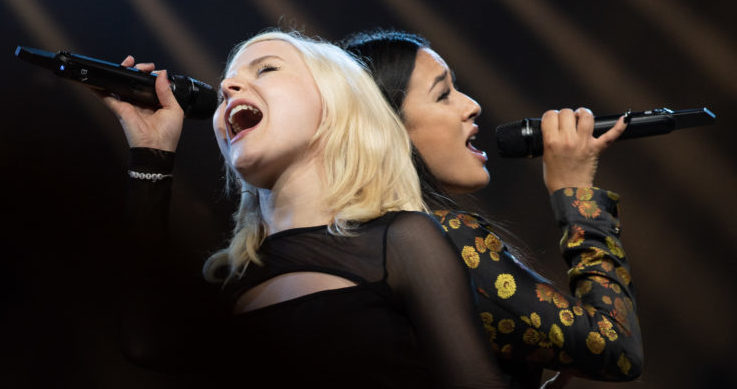
S!sters 2019
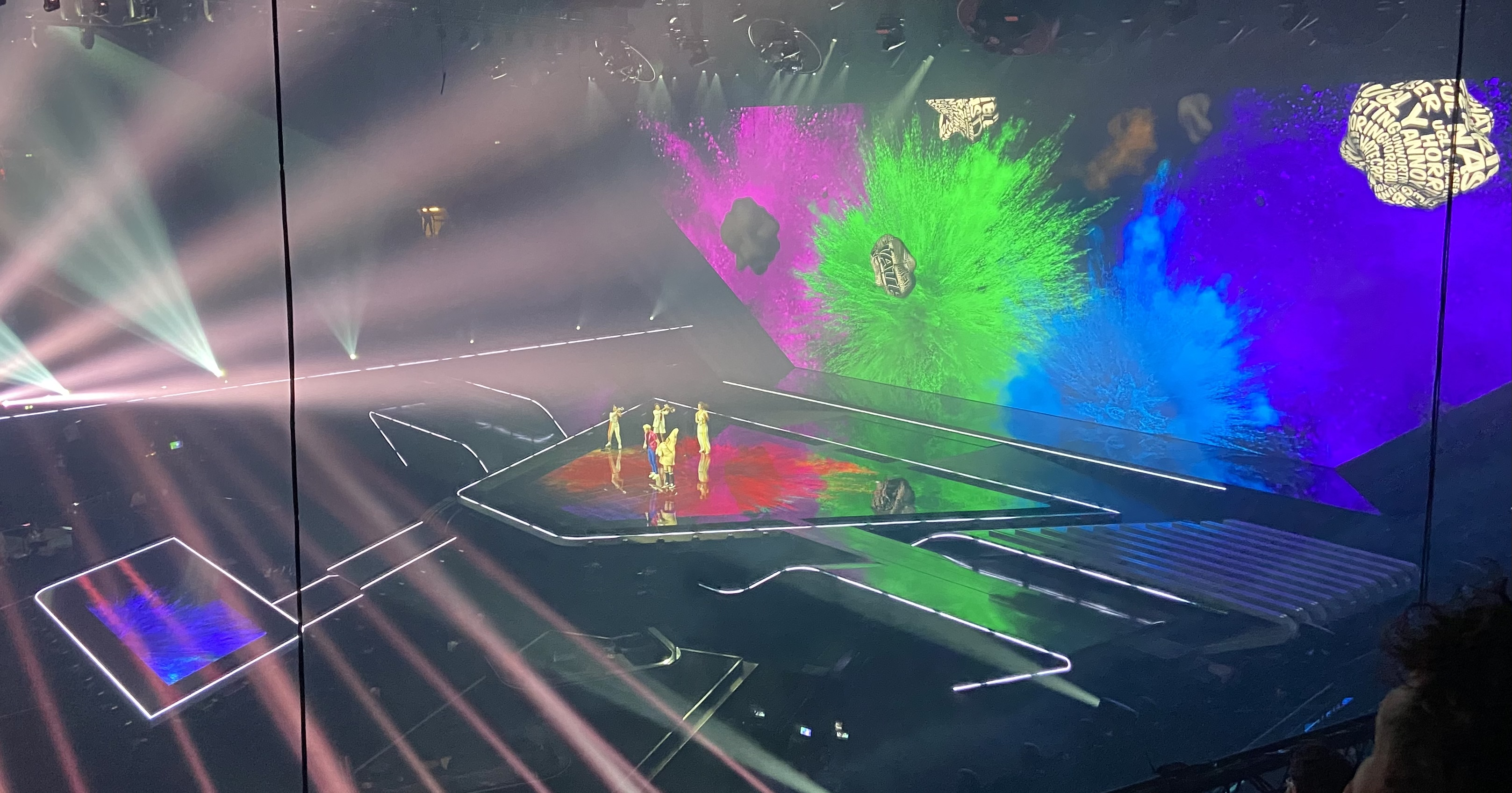
Jendrik 2021
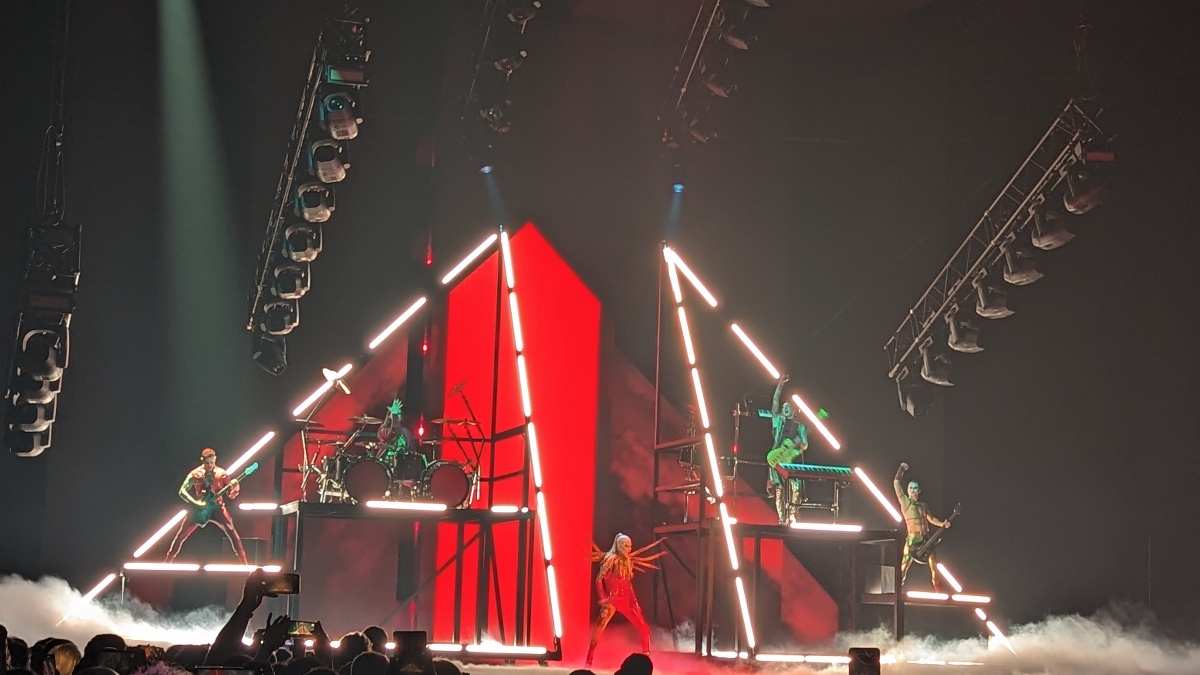
Lord of the Lost 2023
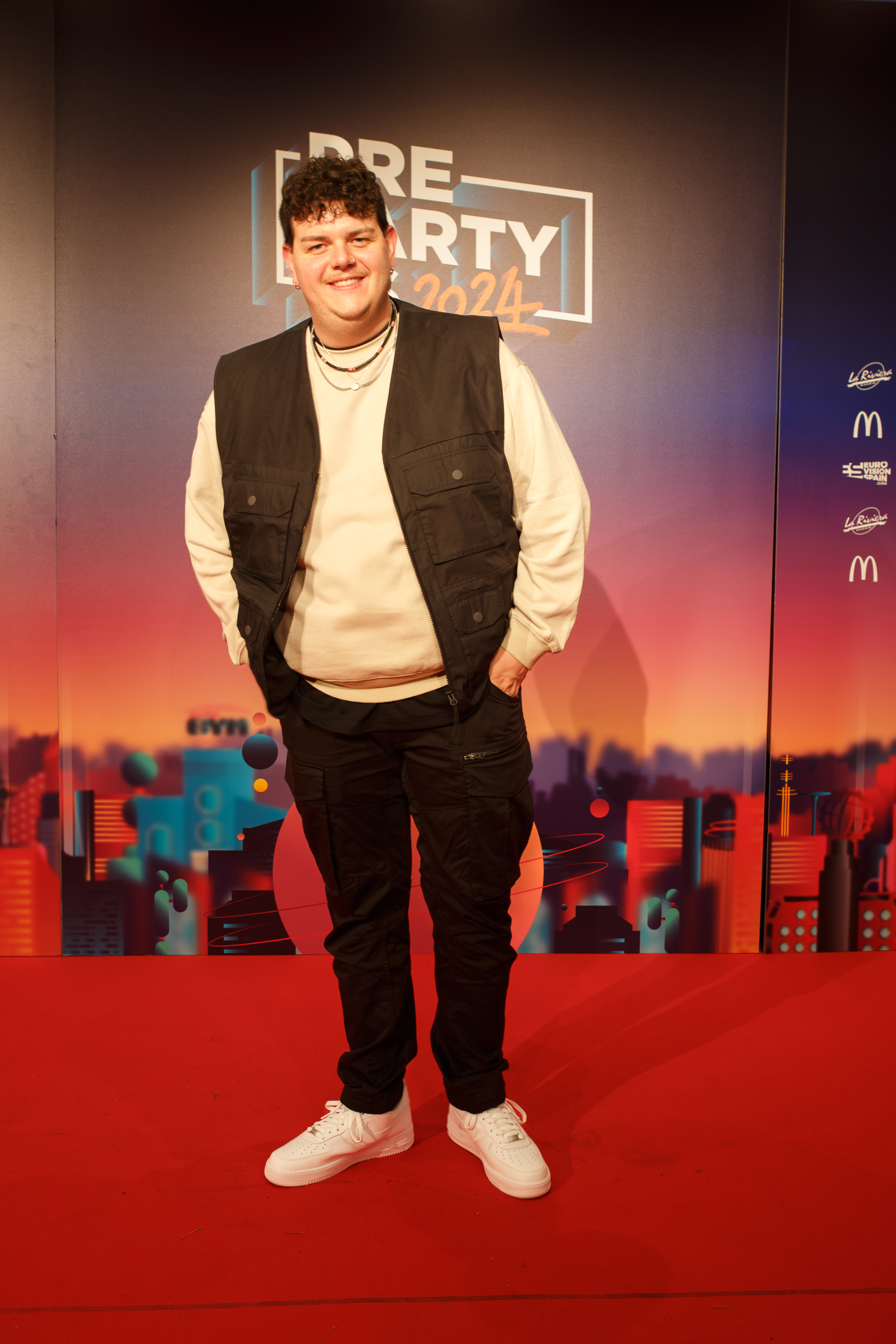
Isaak 2024
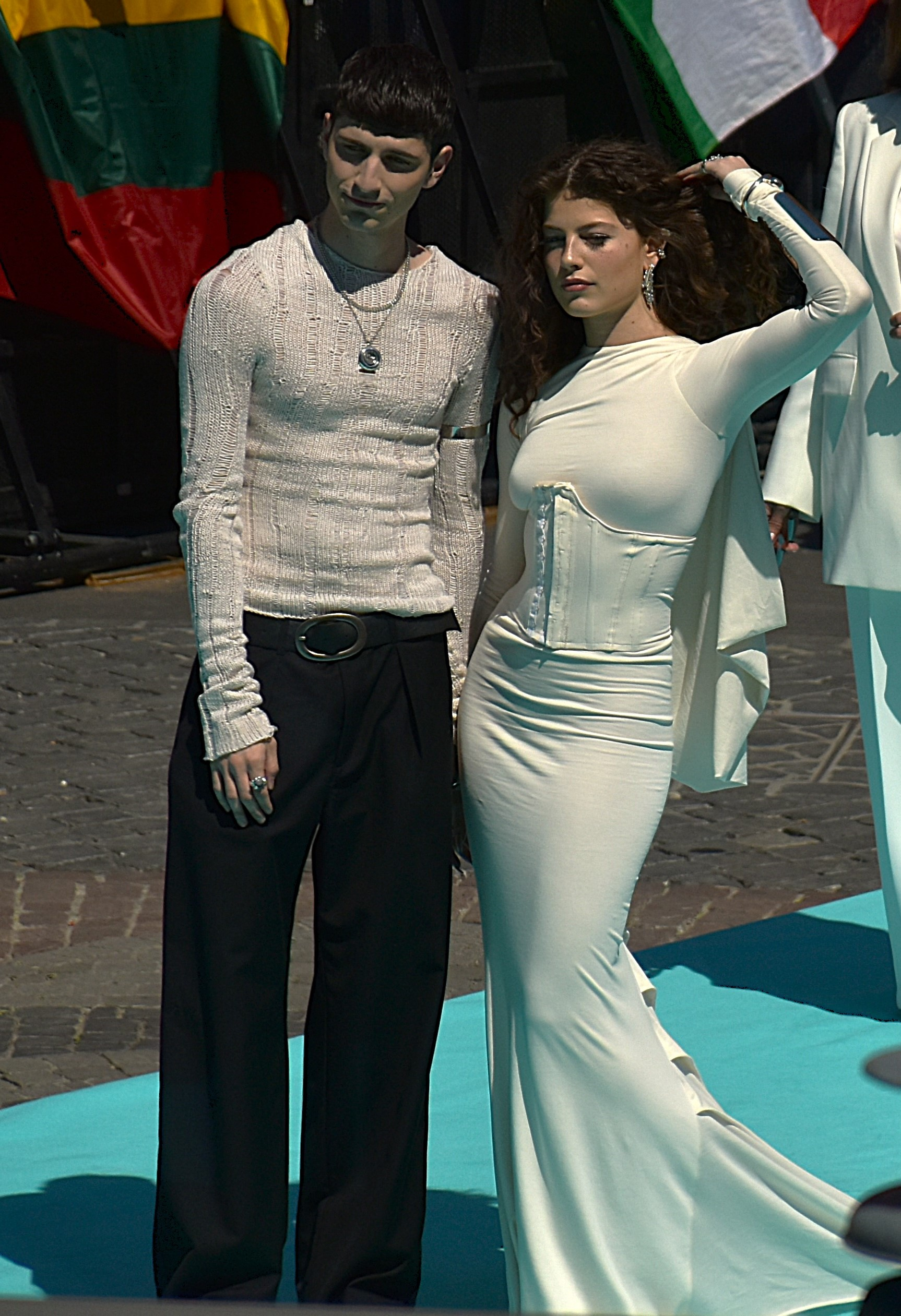
Abor & Tynna 2025